# Список народных артистов СССР
Высшее почётное звание Народный артист СССР присваивалось в СССР с 1936 года наиболее выдающимся деятелям искусства, внёсшим особый вклад в развитие советского театра, музыки, кино, цирка, телевидения и радиовещания, в воспитание творческой смены, высшим органом власти страны по представлению союзных профильных министерств, ведомств и общественных организаций.
Обладателями почётного звания «Народный артист СССР» за все годы его существования стали 1006 человек. В статье приводится список народных артистов СССР по годам и датам присвоения звания.

## 1936—1939 годы (46 человек)

### 1936 год (14 человек)
6 сентября 1936 года
- Константин Сергеевич Станиславский (1863—1938), режиссёр и актёр[4]
- Владимир Иванович Немирович-Данченко (1858—1943), драматург и режиссёр[5][6]
- Василий Иванович Качалов (1875—1948), театральный актёр, снимался в кино[7]
- Иван Михайлович Москвин (1874—1946), актёр театра и кино[6]
- Екатерина Павловна Корчагина-Александровская (1874—1951), актриса театра[8]
- Мария Михайловна Блюменталь-Тамарина (1859—1938), актриса театра и кино[9]
- Антонина Васильевна Нежданова (1873—1950), оперная певица (лирико-колоратурное сопрано)[6]
- Борис Васильевич Щукин (1894—1939), актёр театра и кино[10]
- Мария Ивановна Литвиненко-Вольгемут (1892—1966), оперная певица (лирико-драматическое сопрано)[11][12]
- Панас Карпович Саксаганский (1859—1940), актёр, режиссёр, драматург[13]
- Акакий Алексеевич Васадзе (1899—1978), актёр, режиссёр, театральный педагог[14][15]
- Акакий Алексеевич Хорава (1895—1972), актёр театра и кино[16]
- Куляш Жасымовна Байсеитова (1912—1957) (минуя звание Народной артистки РСФСР), оперная певица (лирико-колоратурное сопрано)[17][18]

Лауреаты перечислены в порядке упоминания в Постановлении ЦИК СССР от 6 сентября 1936 года.
1 ноября 1936 года
- Леонид Миронович Леонидов (1873—1941), театральный актёр и режиссёр, киноактёр[12]

|  |  |  |

### 1937 год (21 человек)
14 марта 1937 года
- Александр Васильевич Александров (1883—1946) (минуя звание Народного артиста РСФСР), композитор и дирижёр, руководитель Ансамбля песни и пляски Советской армии[17][19]

28 апреля 1937 года
- Борис Георгиевич Добронравов (1896—1949) (минуя звание Народного артиста РСФСР), актёр театра и кино[20]
- Алла Константиновна Тарасова (1898—1973) (минуя звание Народной артистки РСФСР), актриса театра и кино[20]
- Николай Павлович Хмелёв (1901—1945), драматический актёр[20]

3 мая 1937 года
- Михаил Михайлович Тарханов (1877—1948), артист театра и кино

31 мая 1937 года
- Халима Насырова (1913—2003[21]), оперная певица (сопрано)[22]

2 июня 1937 года
- Валерия Владимировна Барсова (Владимирова) (1892—1967), оперная певица (лирико-колоратурное сопрано)[23]
- Ксения Георгиевна Держинская (1889—1951), оперная певица (драматическое сопрано)[24]
- Надежда Андреевна Обухова (1886—1961), певица (меццо-сопрано)[5][25]
- Александр Степанович Пирогов (1899—1964) (минуя звание Народного артиста РСФСР), оперный певец (бас)[26]
- Марк Осипович Рейзен (1895—1992) (минуя звание Народного артиста РСФСР), оперный певец (бас)[27]
- Самуил Абрамович Самосуд (1884—1964), дирижёр[27]
- Елена Андреевна Степанова (1891—1978), оперная певица (лирико-колоратурное сопрано)[28]
- Лев Петрович Штейнберг (1870—1945), дирижёр, композитор

23 сентября 1937 года
- Михаил Михайлович Климов (1880—1942), актёр театра и кино[29]
- Ольга Леонардовна Книппер-Чехова (1868—1959), театральная актриса[29]
- Александр Алексеевич Остужев (1874—1953), актёр театра[29]
- Вера Николаевна Пашенная (1887—1962), актриса театра и кино, театральный педагог[29]
- Варвара Николаевна Рыжова (1871—1963), актриса[29]
- Пров Михайлович Садовский (1874—1947), театральный актёр и режиссёр[29]
- Александра Александровна Яблочкина (1866—1964), актриса театра[29]

### 1938 год (5 человек)
21 февраля 1938 года
- Иван Васильевич Ершов (1867—1943), оперный певец (драматический тенор)[30]

17 апреля 1938 года
- Бюльбюль (Муртуза Мешади Рза оглы Мамедов) (1897—1961), певец (лирико-драматический тенор)[31]
- Узеир Гаджибеков (1885—1948), композитор, дирижёр, драматург, педагог
- Рейнгольд Морицевич Глиэр (1875—1956), композитор, дирижёр, педагог
- Шевкет Мамедова (1897—1981), певица (лирико-колоратурное сопрано)

### 1939 год (6 человек)
23 февраля 1939 года
- Юрий Михайлович Юрьев (1872—1948), театральный актёр[32]

11 марта 1939 года
- Павел Захарович Андреев (1874—1950), оперный певец (бас-баритон), солист Ленинградского театра оперы и балета имени С. М. Кирова[19]
- Вера Аркадьевна Мичурина-Самойлова (1866—1948), актриса Александринского театра

31 марта 1939 года
- Соломон Михайлович Михоэлс (1890—1948), театральный актёр, режиссёр, педагог, художественный руководитель Московского Государственного Еврейского Театра[33]

7 июня 1939 года
- Абдылас Малдыбаев (1906—1978) (минуя звание Народного артиста Киргизской ССР), композитор, певец (баритон), солист Киргизского музыкально-драматического театра

4 ноября 1939 года
- Айкануш Багдасаровна Даниэлян (1893—1958) (минуя звание Народной артистки Армянской ССР), певица (лирико-колоратурное сопрано), солистка Армянского театра оперы и балета имени А. А. Спендиарова

## 1940—1949 годы (74 человека)

### 1940 год (6 человек)
25 мая 1940 года
В связи с 20-летием Театра им. Франко
- Гнат Петрович Юра (1888—1966), актёр театра и кино, театральный режиссёр, основатель театра имени И. Франко[источник не указан 393 дня]

1 июня 1940 года
- Арий Моисеевич Пазовский (1887—1953), дирижёр, главный дирижёр Ленинградского театра оперы и балета имени С. М. Кирова[34]

20 июня 1940 года
В связи с декадой белорусского искусства в Москве
- Лариса Помпеевна Александровская (1904—1980), оперная певица (сопрано), солистка Белорусского театра оперы и балета[19]

12 августа 1940 года
- Иван Семёнович Козловский (1900—1993) (минуя звание Народного артиста РСФСР), оперный певец (лирический тенор), солист Большого театра СССР
- Максим Дормидонтович Михайлов (1893—1971) (минуя звание Народного артиста РСФСР), оперный певец (бас), солист Большого театра СССР

31 октября 1940 года
В связи с декадой бурято-монгольского искусства в Москве
- Гомбожап Цыдынжапов (1905—1980), актёр, режиссёр, драматург, художественный руководитель Бурятского драматического театра

### 1941 год (1 человек)
23 апреля 1941 года
В связи с декадой таджикского искусства в Москве
- Мухаммеджан Касымов (1907—1971) (минуя звание Народного артиста Таджикской ССР), актёр Таджикского театра драмы имени А. Лахути, киноактёр[7][35]

### 1942 год
звания не присуждались

### 1943 год (1 человек)
7 ноября 1943 года
- Евдокия Дмитриевна Турчанинова (1870—1963), актриса Малого театра

### 1944 год (16 человек)
4 января 1944 года
- Амвросий Максимилианович Бучма (1891—1957), актёр театра и кино, главный режиссёр Киевского театра драмы имени И. Франко[14]
- Василий Степанович Василько (1893—1972), театральный актёр, режиссёр, художественный руководитель Одесского украинского театра драмы
- Зоя Михайловна Гайдай (1902—1965), оперная певица (сопрано), солистка Киевского театра оперы и балета имени Т. Шевченко[17][36]
- Андрей Алексеевич Иванов (1900—1970), оперный певец, солист Киевского театра оперы и балета имени Т. Шевченко[37]
- Александр Григорьевич Крамов (1885—1951), театральный актёр, режиссёр, художественный руководитель Харьковского русского драматического театра[8]
- Марьян Михайлович Крушельницкий (1897—1963), театральный актёр и режиссёр, киноактёр, художественный руководитель Харьковского украинского драматического театра имени Т. Шевченко
- Иван Александрович Марьяненко (1878—1962), театральный актёр
- Иван Сергеевич Паторжинский (1896—1960), оперный певец (бас)[5]
- Лев Николаевич Ревуцкий (1889—1977), композитор, педагог
- Борис Васильевич Романицкий (1891—1988), актёр, театральный режиссёр[38]
- Николай Васильевич Смолич (1888—1968), театральный режиссёр
- Наталия Михайловна Ужвий (1898—1986), актриса театра и кино
- Константин Павлович Хохлов (1885—1956), актёр, режиссёр, театральный педагог[39]
- Юрий Васильевич Шумский (1887—1954), актёр театра и кино

11 января 1944 года
- Владимир Григорьевич Захаров (1901—1956), композитор

13 мая 1944 года
- Николай Капитонович Яковлев (1869—1950), театральный актёр, в связи с 50-летием творческой деятельности

### 1945 год (1 человек)
24 марта 1945 года
В связи с 25-летием Театра им. Хамзы
- Абрар Хидоятов (1900—1958), актёр Узбекского театра драмы им. Хамзы[40]

### 1946 год (5 человек)
16 декабря 1946 года
В связи с 20-летием Театра им. Евг. Вахтангова
- Рубен Николаевич Симонов (1899—1968), актёр, режиссёр

28 декабря 1946 года
В связи с 80-летием Московской консерватории им. П. И. Чайковского
- Борис Владимирович Асафьев (1884—1949), композитор, музыковед[41]
- Александр Борисович Гольденвейзер (1875—1961), пианист и композитор
- Константин Николаевич Игумнов (1873—1948), пианист
- Николай Яковлевич Мясковский (1881—1950), композитор

### 1947 год (2 человека)
26 февраля 1947 года
- Николай Константинович Черкасов (1903—1966), актёр театра и кино

21 марта 1947 года
- Владимир Ростиславович Гардин (1877—1965), кинорежиссёр, сценарист, актёр, в связи с 70-летием со дня рождения[42]

### 1948 год (28 человек)
5 июня 1948 года
- Григорий Васильевич Александров (1903—1983), кинорежиссёр[19]
- Иван Николаевич Берсенев (1889—1951), театральный актёр и режиссёр, киноактёр
- Сергей Дмитриевич Васильев (1900—1959), кинорежиссёр
- Глеб Павлович Глебов (1899—1967), актёр театра и кино[43]
- Николай Семёнович Голованов (1891—1953), дирижёр, пианист, композитор[35][44]
- Борис Францевич Даугуветис (1885—1949), театральный актёр, режиссёр, драматург
- Юрий Александрович Завадский (1894—1977), театральный актёр и режиссёр[45]
- Михаил Николаевич Кедров (1894—1972), режиссёр и актёр театра, киноактёр
- Антс Михкелевич Лаутер (1894—1973), театральный актёр и режиссёр, киноактёр
- Николай Павлович Охлопков (1900—1967), актёр театра и кино, режиссёр[5]
- Алексей Дмитриевич Попов (1892—1961), театральный режиссёр, теоретик театра, педагог[46]
- Всеволод Илларионович Пудовкин (1893—1953), кинорежиссёр[47]
- Иван Александрович Пырьев (1901—1968), кинорежиссёр
- Натан Григорьевич Рахлин (1906—1979), дирижёр, педагог[48]
- Эдуард Янович Смильгис (1886—1966), театральный актёр и режиссёр
- Михаил Эдишерович Чиаурели (1894—1974), кинорежиссёр
- Фридрих Маркович Эрмлер (1898—1967), кинорежиссёр

26 октября 1948 года
в связи с 50-летием Московского художественного академического театра
- Ольга Николаевна Андровская (1898—1975), актриса театра и кино
- Алексей Николаевич Грибов (1902—1977), актёр театра и кино[35][49]
- Клавдия Николаевна Еланская (1898—1972), актриса театра[45]
- Владимир Львович Ершов (1896—1964), актёр театра и кино
- Борис Николаевич Ливанов (1904—1972), актёр театра и кино
- Виктор Яковлевич Станицын (1897—1976), театральный актёр и режиссёр, киноактёр
- Василий Осипович Топорков (1889—1970), актёр театра и кино, театральный педагог
- Фаина Васильевна Шевченко (1893—1971), актриса театра

11 ноября 1948 года
- Сергей Аполлинариевич Герасимов (1906—1985), кинорежиссёр, сценарист, киноактёр, педагог

30 декабря 1948 года
в связи с 30-летием Белорусской ССР
- Павел Степанович Молчанов (1902—1977), артист театра
- Борис Викторович Платонов (1903—1967), актёр театра и кино[50]

### 1949 год (14 человек)
19 апреля 1949 года
В связи с 25-летием Театра им. Моссовета
- Василий Васильевич Ванин (1898—1951), театральный актёр и режиссёр, киноактёр
- Вера Петровна Марецкая (1906—1978), актриса театра и кино
- Николай Дмитриевич Мордвинов (1901—1966), актёр театра и кино[51]

22 июля 1949 года
В связи с 75-летием Театра им М. Азизбекова
- Мирза Ага Али оглы Алиев (1883—1954), актёр театра и кино[52]
- Марзия Юсуф кызы Давудова (1901—1962), актриса театра и кино
- Сидги Рухулла (1886—1959), актёр театра и кино

26 октября 1949 года
В связи со 125-летием Малого театра
- Елена Николаевна Гоголева (1900—1993), актриса театра и кино[35]
- Алексей Денисович Дикий (1889—1955), театральный актёр и режиссёр, киноактёр
- Михаил Иванович Жаров (1900—1981), актёр театра и кино
- Александр Иванович Зражевский (1886—1950), актёр театра и кино[45]
- Константин Александрович Зубов (1888—1956), актёр, режиссёр, педагог[45]
- Игорь Владимирович Ильинский (1901—1987), актёр театра и кино, режиссёр
- Михаил Иванович Царёв (1903—1987), актёр театра и кино, режиссёр, педагог[16]

28 ноября 1949 года
В связи с 20-летием Туркменского драматического театра
- Аман Кульмамедов (1908—1977), актёр театра и кино

## 1950—1959 годы (138 человек)

### 1950 год (16 человек)
6 марта 1950 года
В связи с 30-летием советской кинематографии
- Михаил Георгиевич Геловани (1893—1956), актёр театра и кино[53]
- Марина Алексеевна Ладынина (1908—2003), актриса театра и кино[12]
- Тамара Фёдоровна Макарова (1907—1997), киноактриса
- Любовь Петровна Орлова (1902—1975), актриса советского кино и театра[5]
- Владимир Михайлович Петров (1896—1966), кинорежиссёр
- Михаил Ильич Ромм (1901—1971), кинорежиссёр
- Николай Константинович Симонов (1901—1973), актёр театра и кино[5]
- Борис Петрович Чирков (1901—1982), актёр театра и кино

13 мая 1950 года
- Сергей Яковлевич Лемешев (1902—1977), оперный певец (лирический тенор)[12]

23 июня 1950 года
- Кипрас Ионович Петраускас (1885—1968), оперный певец (лирико-драматический тенор), педагог[5][54]

2 августа 1950 года
- Михаил Степанович Гришко (1901—1973), оперный певец (драматический баритон)[35][44]

10 ноября 1950 года
В связи со 100-летием восстановления грузинского театра
- Пётр Варламович Амиранашвили (1907—1976), оперный певец (баритон)[19]
- Давид Ясонович Андгуладзе (1895—1973), оперный певец (драматический тенор)[19]
- Верико Ивлиановна Анджапаридзе (1900—1987), актриса театра и кино[19]
- Александр Иович Инашвили (1887—1958), оперный певец (баритон)[55]
- Вахтанг Михайлович Чабукиани (1910—1992), артист балета, балетмейстер[56]

### 1951 год (13 человек)
31 января 1951 года
- Александр Фёдорович Борисов (1905—1982), актёр театра и кино[57]

27 мая 1951 года
В связи со 175-летием Государственного академического Большого театра
- Алексей Петрович Иванов (1904—1982), оперный певец (баритон)[37]
- Ольга Васильевна Лепешинская (1916—2008), балерина[56]
- Александр Шамильевич Мелик-Пашаев (1905—1964), дирижёр[58]
- Георгий Михайлович Нэлепп (1904—1957), оперный певец (драматический тенор)[5]
- Галина Сергеевна Уланова (1910—1998), балерина[56]
- Юрий Фёдорович Файер (1890—1971), дирижёр[59]
- Никандр Сергеевич Ханаев (1890—1974), оперный певец (драматический тенор)[16][60]

30 июня 1951 года
В связи с декадой украинского искусства в Москве
- Борис Романович Гмыря (1903—1969) (минуя звание Народного артиста УССР), оперный певец (бас)[17][35]
- Михаил Фёдорович Романов (1896—1963), театральный актёр и режиссёр, киноактёр[13]
- Александр Иванович Сердюк (1900—1988), актёр театра и кино[61]

6 декабря 1951 года
В связи с декадой узбекского искусства в Москве
- Мухтар Ашрафович Ашрафи (1912—1975), композитор, дирижёр[62]
- Сара Абдурахмановна Ишантураева (1911—1998), театральная актриса[62]

### 1952 год (2 человека)
17 мая 1952 года
- Сергей Фёдорович Бондарчук (1920—1994) (минуя звание Народного артиста РСФСР), кинорежиссёр, киноактёр

25 декабря 1952 года
- Елизавета Ивановна Чавдар (1925—1989) (минуя все звания), оперная певица (колоратурное сопрано)

### 1953 год (5 человек)
15 августа 1953 года
- Давид Фёдорович Ойстрах (1908—1974), скрипач, дирижёр

18 декабря 1953 года
- Альфред Амтман-Бредит (1885—1966), театральный актёр и режиссёр

19 декабря 1953 года
- Игорь Александрович Моисеев (1906—2007), балетмейстер[56]

21 декабря 1953 года
- Александр Константинович Ильинский (1903—1967), актёр театра и кино

30 декабря 1953 года
- Константин Васильевич Скоробогатов (1887—1969), актёр театра и кино[5]

### 1954 год (19 человек)
29 января 1954 года
В связи с 30-летием Московского театра Драмы
- Мария Ивановна Бабанова (1900—1983), актриса театра и кино[41]
- Лев Наумович Свердлин (1901—1969), актёр театра и кино

4 марта 1954 года
- Тийт Куузик (1911—1990), оперный певец (баритон)

16 марта 1954 года
- Балис Дварионас (1904—1972), композитор, дирижёр, пианист, педагог
- Юозас Сипарис (1894—1970), актёр театра и кино
- Йонас Швядас (1908—1971), композитор, дирижёр[63]

26 марта 1954 года
- Леонид Сергеевич Вивьен (1887—1966), актёр, режиссёр, театральный педагог[43][64]

27 марта 1954 года
- Эмиль Григорьевич Гилельс (1916—1985), пианист[65]
- Евгений Александрович Мравинский (1903—1988) (минуя звание Народного артиста РСФСР), дирижёр[66]

2 августа 1954 года
- Арам Ильич Хачатурян (1903—1978), композитор
- Юрий Александрович Шапорин (1887—1966), композитор
- Дмитрий Дмитриевич Шостакович (1906—1975), композитор

2 сентября 1954 года
- Сергей Владимирович Образцов (1901—1992), театральный деятель, актёр и режиссёр театра кукол[5]

11 сентября 1954 года
- Вагарш Богданович Вагаршян (1894—1959), театральный актёр, режиссёр, драматург

ноябрь 1954 года
- Даниил Исидорович Антонович (1889—1975), актёр театра и кино
- Пётр Сергеевич Белинник (1906—1998), оперный певец (лирический тенор)
- Александра Петровна Воронович (1898—1985), актриса театра[67]
- Константин Фёдорович Данькевич (1905—1984), композитор, пианист, педагог[44]
- Василий Сергеевич Ярёменко (1895—1976), актёр

### 1955 год (14 человек)
19 января 1955 года
- Николай Иванович Якушенко (1897—1971), актёр

25 февраля 1955 года
В связи с декадой белорусского искусства в Москве
- Владимир Иосифович Владомирский (1893—1971), театральный актёр
- Лидия Ивановна Ржецкая (1899—1977), актриса театра и кино
- Евгений Карлович Тикоцкий (1893—1970), композитор
- Григорий Романович Ширма (1892—1978), хоровой дирижёр, фольклорист

17 мая 1955 года
- Михаил Михайлович Яншин (1902—1976), актёр театра и кино

8 июня 1955 года
В связи с декадой башкирского искусства в Москве
- Арслан Мубаряков (1908—1977), актёр театра и кино, театральный режиссёр
- Зайтуна Насретдинова (1923—2009), балерина

28 июня 1955 года
- Михаил Фёдорович Астангов (1900—1965), актёр театра и кино[41]

12 сентября 1955 года
- Софья Петровна Преображенская (1904—1966), оперная певица (меццо-сопрано)[68]

28 октября 1955 года
В связи с декадой туркменского искусства в Москве
- Алты Карлиев (1909—1973), театральный актёр и режиссёр, киноактёр, кинорежиссёр
- Мая (Мамаджан) Кулиева (1920—2018), оперная певица (лирическое сопрано)
- Сона Мурадова (1914—1997), театральная актриса[источник не указан 393 дня]

17 декабря 1955 года
- Софья Владимировна Гиацинтова (Берсенева-Гиацинтова) (1895—1982), театральная актриса и режиссёр, киноактриса

### 1956 год (22 человека)
3 января 1956 года
В связи с декадой латвийского искусства в Москве
- Лилита Берзиня (1903—1983), актриса театра и кино
- Янис Аугустович Осис (1895—1973), актёр театра и кино[5]
- Юрий Ильич Юровский (1894—1959), театральный актёр и режиссёр, киноактёр[69]

17 января 1956 года
- Николай Дмитриевич Ворвулёв (1917—1967), оперный певец

18 мая 1956 года
- Юрий Владимирович Толубеев (1906—1979), актёр театра и кино

28 мая 1956 года
- Тамара Ханум (1906—1991), танцовщица, основатель узбекского балета[70]

27 июня 1956 года
В связи с декадой армянского искусства в Москве
- Гоар Микаэловна Гаспарян (1924—2007), оперная певица (сопрано)[71]
- Рачия Нерсесович Нерсесян (1895—1961), актёр театра и кино[5]
- Ваграм Камерович Папазян (1888—1968), актёр театра[5]
- Татевик Тиграновна Сазандарян (1916—1999), оперная певица (меццо-сопрано)
- Михаил Арсеньевич Тавризиан (1907—1957), дирижёр[32]

7 июля 1956 года
- Григорий Акинфович Белов (1895—1965), актёр театра и кино

19 июля 1956 года
- Павел Герасимович Лисициан (1911—2004), оперный певец (баритон)

20 июля 1956 года
- Александр Иосифович Лариков (1890—1960), актёр театра
- Василий Яковлевич Софронов (1884—1960), актёр театра и кино[72]

14 сентября 1956 года
- Борис Фёдорович Ильин (1901—1979), актёр театра[73]

9 ноября 1956 года
- Александр Александрович Брянцев (1883—1961), театральный режиссёр

24 декабря 1956 года
- Александр Васильевич Свешников (1890—1980), хоровой дирижёр

25 декабря 1956 года
- Алексей Филиппович Кривченя (1910—1974), оперный певец (бас)[74]

30 декабря 1956 года
В связи с декадой эстонского искусства в Москве
- Эуген Артурович Капп (1908—1996), композитор
- Каарел Карм (1906—1979), актёр театра и кино
- Густав Эрнесакс (1908—1993), композитор, хоровой дирижёр

### 1957 год (12 человек)
6 апреля 1957 года
- Анастасия Платоновна Зуева (1896—1986), актриса театра и кино

24 апреля 1957 года
В связи с декадой таджикского искусства в Москве
- Гуломхайдар Гуломалиев (1904—1961), балетмейстер[35]
- Лютфи Захидова (1925—1995), балерина
- Туфа Фазыловна Фазылова (1917—1985), оперная певица (сопрано)[источник не указан 393 дня]

14 июня 1957 года
В связи с декадой татарского искусства в Москве
- Халил Галеевич Абжалилов (1896—1963), актёр театра и кино[19][43]
- Назиб Гаязович Жиганов (1911—1988), композитор
- Елена Ефимовна Жилина (1890—1963), актриса театра

22 июня 1957 года
В ознаменование 250-летия Ленинграда
- Наталья Михайловна Дудинская (1912—2003), балерина[56]
- Константин Николаевич Лаптев (1904—1990), оперный певец
- Виталий Павлович Полицеймако (1906—1967), актёр театра и кино[источник не указан 393 дня]
- Константин Михайлович Сергеев (1910—1992), артист балета, балетмейстер[56]
- Георгий Александрович Товстоногов (1915—1989), режиссёр театра

### 1958 год (13 человек)
15 января 1958 года
В связи с декадой якутского искусства в Москве
- Василий Васильевич Местников (1908—1958), театральный актёр и режиссёр
- Дмитрий Фёдорович Ходулов (1912—1977), театральный актёр и режиссёр

22 января 1958 года
- Борис Александрович Александров (1905—1994), композитор, дирижёр[19]

15 апреля 1958 года
- Константин Константинович Иванов (1907—1984), дирижёр[37]

17 апреля 1958 года
В связи с декадой грузинского искусства в Москве
- Василий Давыдович Годзиашвили (1905—1976), актёр театра и кино[35][44]
- Одиссей Ахиллесович Димитриади (1908—2005), дирижёр
- Серго Александрович Закариадзе (1909—1971), актёр театра и кино[75].
- Алексей Давидович Мачавариани (1913—1995), композитор
- Илья Ильич Сухишвили (1907—1985), артист балета

1 ноября 1958 года
В связи с декадой киргизского искусства в Москве
- Бюбюсара Бейшеналиева (1926—1973), артистка балета[76]
- Сайра Киизбаева (1917—1988), оперная певица (лирико-драматическое сопрано)
- Муратбек Рыскулов (1909—1974), актёр театра и кино

1 декабря 1958 года
- Сергей Иванович Папов (1904—1970) актёр театра и кино[5]

### 1959 год (22 человека)
3 января 1959 года
В связи с декадой казахского искусства в Москве
- Шакен Кенжетаевич Айманов (1914—1970), актёр и кинорежиссёр
- Роза Умбетовна Джаманова (1928—2013), оперная певица (сопрано)[55]
- Калибек Куанышпаев (1893—1968), актёр театра и кино
- Ермек Бекмухамедович Серкебаев (1926—2013), оперный певец (лирический баритон)[77]
- Мукан Тулебаев (1913—1960), композитор
- Валентина Борисовна Харламова (1911—1999), актриса театра

18 марта 1959 года
В связи с декадой узбекского искусства в Москве
- Шукур Бурханов (1910—1987), актёр театра и кино[78]
- Саодат Кабулова (1925—2007), оперная певица (лирико-колоратурное сопрано)[78]
- Мукаррам Тургунбаева (1913—1978), балерина[78]
- Алим Ходжаев (1910—1977), актёр театра и кино[78]
- Камиль Ярматович Ярматов (1903—1978), актёр, кинорежиссёр, сценарист[78]

18 апреля 1959 года
- Николай Александрович Покровский (1896—1961), театральный актёр и режиссёр

9 июня 1959 года
В связи с декадой азербайджанского искусства в Москве
- Гамэр Алмасзаде (1915—2006), балерина[52]
- Рашид Бейбутов (1915—1989), эстрадный и оперный певец (лирический тенор)
- Адиль Искендеров (1912—1978), театральный актёр и режиссёр
- Кара Абульфаз оглы Караев (1918—1982), композитор[7]
- Ниязи (1912—1984), дирижёр, композитор[5]

15 сентября 1959 года
- Иван Иванович Петров (1920—2003), оперный певец (бас)
- Майя Михайловна Плисецкая (1925—2015), балерина[47][56]
- Раиса Степановна Стручкова (1925—2005), балерина[56][79]

22 сентября 1959 года
В связи с декадой искусства Карелии
- Елизавета Степановна Томберг (1909—1988), актриса театра

24 декабря 1959 года
В связи с декадой бурятского искусства в Москве
- Лхасаран Лодонович Линховоин (1924—1980), оперный певец (бас)

## 1960—1969 год (185 человек)

### 1960 год (28 человек)
9 апреля 1960 года
- Николай Павлович Акимов (1901—1968), живописец, театральный художник, режиссёр и педагог[19]
- Николай Александрович Анненков (1899—1999), актёр театра и кино[41]
- Василий Александрович Орлов (1896—1974), актёр театра, режиссёр, театральный педагог[5]
- Ангелина Осиповна Степанова (1905—2000), актриса театра и кино

4 мая 1960 года
В связи с декадой дагестанского искусства в Москве
- Барият Мурадова (1914—2001), театральная актриса

8 июня 1960 года
В связи с декадой молдавского искусства в Москве
- Нина Николаевна Масальская (1901—1989), актриса
- Тамара Савельевна Чебан (1914—1990), оперная певица (сопрано)[10]
- Кирилл Антонович Штырбул (1915—1997), актёр театра

23 сентября 1960 года
- Владимир Иванович Честноков (1904—1968), актёр театра и кино, театральный педагог[10]

5 октября 1960 года
- Георг Карлович Отс (1920—1975), оперный певец (баритон)[5]
- Владимир Васильевич Тхапсаев (1910—1981), актёр театра и кино

6 октября 1960 года
- Василий Васильевич Меркурьев (1904—1978), актёр театра и кино, педагог

24 ноября 1960 года
В связи с декадой украинского искусства в Москве
- Евгений Васильевич Бондаренко (1905—1977), актёр театра и кино[80][81]
- Павел Павлович Вирский (1905—1975), артист балета, балетмейстер[64]
- Дмитрий Михайлович Гнатюк (1925—2016), оперный певец (баритон)[35](минуя звание Народного артиста УССР)[82]
- Владимир Михайлович Дальский (1912—1998), актёр театра
- Виктор Николаевич Добровольский (1906—1984), актёр театра и кино[источник не указан 393 дня]
- Павел Петрович Кармалюк (1908—1986), оперный певец (баритон)
- Полина Владимировна Куманченко (1910—1992), актриса театра и кино
- Юрий Сергеевич Лавров (1905—1980), актёр театра и кино
- Владимир Герасимович Магар (1900—1965), театральный актёр и режиссёр[83]
- Георгий Илларионович Майборода (1913—1992), композитор
- Дмитрий Емельянович Милютенко (1899—1966), актёр театра и кино
- Александр Захарьевич Миньковский (1900—1979), хоровой дирижёр[84]
- Евгений Порфирьевич Пономаренко (1909—1994), актёр театра и кино
- Бэла Андреевна Руденко (1933—2021), оперная певица (лирико-колоратурное сопрано)
- Лариса Архиповна Руденко (1918—1981), оперная певица (меццо-сопрано)

9 декабря 1960 года
- Лидия Владимировна Мясникова (1911—2005), оперная певица (меццо-сопрано)

### 1961 год (8 человек)
13 января 1961 года
- Святослав Теофилович Рихтер (1915—1997), пианист

28 февраля 1961 года
- Алескер Гаджи Ага оглы Алекперов (1910—1963), актёр театра и кино

3 марта 1961 года
- Фаина Георгиевна Раневская (1896—1984), актриса театра и кино

4 апреля 1961 года
- Ростислав Янович Плятт (1908—1989), актёр театра и кино[47]

15 июня 1961 года
В связи с 50-летием Хора им. Пятницкого
- Пётр Михайлович Казьмин (1892—1964), фольклорист
- Татьяна Алексеевна Устинова (1909—1999), балетмейстер

22 июля 1961 года
- Марк Исаакович Прудкин (1898—1994), актёр театра и кино

9 сентября 1961 года
- Борис Александрович Покровский (1912—2009), театральный режиссёр[5]

### 1962 год (9 человек)
28 апреля 1962 года
- Иосиф Моисеевич Толчанов (1891—1981), актёр театра и кино, режиссёр[85]

17 мая 1962 года
- Сергей Иосифович Юткевич (1904—1985), режиссёр театра и кино

13 июля 1962 года
- Галия Баязитовна Измайлова (1923—2010), балерина

15 августа 1962 года
- Борис Фёдорович Андреев (1915—1982), актёр театра и кино[19][86]

20 сентября 1962 года
- Авет Маркосович Аветисян (1897—1971), актёр театра и кино[86]

3 октября 1962 года
- Павел Алексеевич Серебряков (1909—1977), пианист, педагог

14 декабря 1962 года
- Артур Фрицевич Фринберг (1916—1984), оперный певец (драматический тенор)

22 декабря 1962 года
- Вахтанг Иванович Вронский (1905—1988), балетмейстер
- Константин Арсеньевич Симеонов (1910—1987), дирижёр, педагог

### 1963 год (10 человек)
30 января 1963 года
- Сергей Капитонович Блинников (1901—1969), актёр театра и кино, театральный режиссёр
- Анатолий Петрович Кторов (1898—1980), актёр театра и кино
- Павел Владимирович Массальский (1904—1979), актёр театра и кино
- Борис Яковлевич Петкер (1902—1983), актёр театра и кино[5]
- Борис Александрович Смирнов (1908—1982), актёр театра и кино

4 мая 1963 года
- Дмитрий Борисович Кабалевский (1904—1987), композитор[7]
- Тихон Николаевич Хренников (1913—2007), композитор[87]

28 сентября 1963 года
- Борис Андреевич Бабочкин (1904—1975), актёр театра и кино, театральный педагог[41]

6 декабря 1963 года
- Нина Шалвовна Рамишвили (1910—2000), танцовщица, балетмейстер

28 декабря 1963 года
- Лариса Петровна Сахьянова (1930—2001), балерина

### 1964 год (16 человек)
5 февраля 1964 года
- Хадиша Букеева (Бокеева) (1917—2011), актриса театра

17 апреля 1964 года
- Юлий Яковлевич Райзман (1903—1994), кинорежиссёр

27 апреля 1964 года
- Григорий Михайлович Козинцев (1905—1973), режиссёр кино и театра, сценарист

1 июня 1964 года
- Николай Олимпиевич Гриценко (1912—1979), актёр театра и кино[44]
- Лев Николаевич Оборин (1907—1974), пианист[88]

2 июня 1964 года
- Тамара Николаевна Нижникова (1925—2018), оперная певица[5]
- Нинель Александровна Ткаченко (1928—2007), оперная певица (сопрано)

11 июля 1964 года
- Александр Гаврилович Иванов (1898—1984), кинорежиссёр[37]
- Иосиф Ефимович Хейфиц (1905—1995), кинорежиссёр

27 июля 1964 года
- Геновайте Сабаляускайте (1923—2020), балерина
- Йонас Стасюнас (1919—1987), оперный певец (баритон)[4]

12 сентября 1964 года
- Нар Михайлович Ованисян (1913—1995), оперный певец (бас)[5]
- Иосиф Михайлович Туманов (1909—1981), театральный режиссёр

15 декабря 1964 года
- Наби Рахимов (1911—1994), артист театра и кино[89]

18 декабря 1964 года
- Антс Эскола (1908—1989), актёр театра и кино[источник не указан 393 дня]

30 декабря 1964 года
- Фирс Ефимович Шишигин (1908—1985), театральный режиссёр

### 1965 год (24 человека)
21 января 1965 года
- Николай Афанасьевич Крючков (1911—1994), киноактёр
- Александр Павлович Огнивцев (1920—1981), оперный певец (бас)[5]

2 марта 1965 года
- Фикрет Мешади Джамиль оглы Амиров (1922—1984), композитор, пианист[19]
- Окума Аббас Али кызы Курбанова (1913—1988), актриса театра[84]

10 марта 1965 года
- Владимир Вячеславович Белокуров (1904—1973), актёр театра и кино[90]

20 марта 1965 года
- Татул Тигранович Алтунян (1901—1973), хормейстер[19][84]

19 апреля 1965 года
- Базар Аманов (1908—1981), театральный актёр, драматург
- Аннагуль Аннакулиева (1924—2009), оперная певица (сопрано)
- Вели Мухатов (1916—2005), композитор

23 апреля 1965 года
- Леонид Осипович Утёсов (1895—1982), артист эстрады, певец, дирижёр, киноактёр

3 мая 1965 года
- Леонид Михайлович Лавровский (1905—1967), балетмейстер[56]

15 мая 1965 года
- Асли Бурханов (1915—1997), театральный актёр и режиссёр, киноактёр

25 мая 1965 года
- Любовь Ивановна Добржанская (1908—1980), актриса театра и кино
- Андрей Алексеевич Попов (1918—1983), артист театра и кино, театральный режиссёр, педагог[50]

19 июня 1965 года
- Евгения Семёновна Мирошниченко (1931—2009), оперная певица (лирико-колоратурное сопрано)

16 июля 1965 года
- Михаил Пантелеймонович Болдуман (1898—1983), актёр театра и кино

28 августа 1965 года
- Елена Клементьевна Катульская (1888—1966), оперная певица (лирико-колоратурное сопрано)

30 августа 1965 года
- Велта Эйновна Вилциня (1928—1995), артистка балета[64]
- Янис Андреевич Иванов (1906—1983), композитор[37]

31 августа 1965 года
- Николай Афанасьевич Светловидов (1889—1970), театральный актёр

30 сентября 1965 года
- Вартан Мкртичевич Аджемян (1905—1977), театральный режиссёр[19]

1 ноября 1965 года
- Ирина Александровна Колпакова (р. 1933), артистка балета[56][91]

13 ноября 1965 года
- Семён Виссарионович Долидзе (1903—1983), кинорежиссёр

30 декабря 1965 года
- Максим Максимович Штраух (1900—1974), актёр театра и кино

### 1966 год (19 человек)
8 января 1966 года
- Айно Тальви (1909—1992), актриса театра
- Сесиль Дмитриевна Такаишвили (1906—1984), актриса театра и кино[32]
- Борис Тимофеевич Штоколов (1930—2005), оперный певец (бас)

28 марта 1966 года[уточнить]
- Пётр Александрович Константинов (1899—1973), актёр театра и кино

8 апреля 1966 года
- Зураб Иванович Анджапаридзе (1928—1997), оперный певец (лирико-драматический тенор)[19][84]
- Ирина Константиновна Архипова (1925—2010), оперная певица (меццо-сопрано)[17][41][84]
- Галина Павловна Вишневская (1926—2012), оперная певица (сопрано)[64]

13 августа 1966 года
- Надежда Сергеевна Надеждина (1908—1979), балерина и балетмейстер

14 октября 1966 года
В связи со 100-летием Московской консерватории им. П. И. Чайковского
- Яков Израилевич Зак (1913—1976), пианист, педагог
- Леонид Борисович Коган (1924—1982), скрипач[55]
- Клавдий Борисович Птица (1911—1983), хоровой дирижёр[84]
- Мстислав Леопольдович Ростропович (1927—2007), виолончелист
- Владислав Геннадиевич Соколов (1908—1993), хоровой дирижёр
- Яков Владимирович Флиер (1912—1977), пианист
- Ксения Александровна Эрдели (1878—1971), арфистка

24 октября 1966 года
- Леон Гдальевич Рахленко (1907—1986), театральный актёр и режиссёр, киноактёр

24 ноября 1966 года
- Николай Сергеевич Плотников (1897—1979), актёр, режиссёр, театральный педагог[47]

29 ноября 1966 года
- Роман Лазаревич Кармен (1906—1978), кинооператор, кинорежиссёр

1 декабря 1966 года
- Марк Семёнович Донской (1901—1981), режиссёр и драматург кино

### 1967 год (25 человек)
2 января 1967 года
- Георгий Ираклиевич Асатиани (1914—1977), режиссёр и оператор документального кино

3 февраля 1967 года
- Лютфи Сарымсакова (1896—1991), актриса театра и кино[13]
- Василий Павлович Соловьёв-Седой (1907—1979), композитор

28 февраля 1967 года
- Григорий Львович Рошаль (1898—1983), кинорежиссёр[92]

6 апреля 1967 года
- Рахим Пирмухамедов (1897—1972), актёр театра и кино

6 июня 1967 года
- Ришат Мукимович Абдуллин (1916—1988), оперный певец (баритон)[52]
- Роза Тажибаевна Багланова (1922—2011), оперная и эстрадная певица (сопрано)
- Владимир Григорьевич Дуров (1909—1972), артист цирка (дрессировщик)
- Бибигуль Тулегенова (р. 1929), оперная певица (колоратурное сопрано)
- Лидия Демьяновна Чернышёва (1912—1975), балерина, балетмейстер

1 июля 1967 года
- Владимир Александрович Владиславский (1891—1970), актёр театра и кино
- Малик Каюмович Каюмов (1912—2010), кинооператор, кинорежиссёр
- Даркуль Куюкова (1919—1997), актриса театра и кино[7]
- Артык Мырзабаев (1930—2005), оперный певец (баритон)

1 августа 1967 года
- Ольга Яковлевна Кусенко (1919—1997), актриса театра и кино
- Евгений Иванович Червонюк (1924—1982), оперный певец (бас)

1 сентября 1967 года
- Борис Евгеньевич Захава (1896—1976), театральный актёр и режиссёр

11 сентября 1967 года
- Тимофей Иванович Гуртовой (1919—1981), дирижёр[44]
- Евгений Васильевич Уреке (1917—2005), актёр театра и кино, певец
- Хейно Эллер (1887—1970), композитор, педагог

13 сентября 1967 года
- Гурген Джанибекович Джанибекян (1897—1978), актёр театра и кино

20 октября 1967 года
- Франгиз Юсиф кызы Ахмедова (1928—2011), оперная певица (сопрано)[84]
- Лейла Векилова (1927—1999), балерина

28 декабря 1967 года
- Евгений Михайлович Беляев (1926—1994), певец (лирический тенор)
- Алексей Тихонович Сергеев (1919—1998), певец (бас)

### 1968 год (21 человек)
20 февраля 1968 года
- Евгений Алексеевич Лебедев (1917—1997), актёр театра и кино[93]
- Антонина Николаевна Самарина (1892—1971), актриса театра[94][95][96]

3 апреля 1968 года
- Юрий Александрович Гуляев (1930—1986), оперный певец (лирический баритон)[97]
- Валентина Фёдоровна Калиновская (1938—2025), балерина

10 апреля 1968 года
- Андрей Мелитонович Баланчивадзе (1906—1992), композитор
- Илья Петрович Копалин (1900—1976), кинорежиссёр-документалист[98]
- Арчил Евстафьевич Чхартишвили (1905—1980), театральный режиссёр
- Елена Митрофановна Шатрова-Казанкова (1892—1976), актриса театра

17 июня 1968 года
- Андрей Львович Абрикосов (1906—1973), актёр театра и кино[19]

1 июля 1968 года
- Ханифа Мухиддиновна Мавлянова (1924—2010), оперная певица (сопрано)
- Аркадий Исаакович Райкин (1911—1987), актёр театра и кино

27 августа 1968 года
- Аймхан Шамуратова (1917—1993), актриса театра

19 сентября 1968 года
- Иосиф Иосифович Жинович (1907—1974), композитор и дирижёр
- Вано Ильич Мурадели (1908—1970), композитор[99]
- Здислав Францевич Стомма (1907—1992), актёр театра и кино
- Геннадий Иванович Цитович (1910—1986), хоровой дирижёр, музыковед

3 октября 1968 года
- Евгений Фёдорович Светланов (1928—2002), дирижёр

13 декабря 1968 года
- Анастасия Павловна Георгиевская (1914—1990), актриса театра и кино[100]

27 декабря 1968 года
- Борис Иванович Равенских (1914—1980), режиссёр театра[47][101]

30 декабря 1968 года
- Алексей Васильевич Жильцов (1895—1972), актёр театра
- Иосиф Моисеевич Раевский (1901—1972), актёр, режиссёр, педагог[47]

### 1969 год (25 человек)
10 января 1969 года
- Раззак Хамраев (1910—1981), актёр и режиссёр театра и кино[16]

7 марта 1969 года
- Вия Артмане (1929—2008), актриса театра и кино[41]
- Жермена Леопольдовна Гейне-Вагнер (1923—2017), оперная певица (лирико-драматическое сопрано)

25 марта 1969 года
- Нина Владимировна Тимофеева (1935—2014), балерина[56][102]

12 мая 1969 года
- Борис Алексеевич Алексеев (1911—1973), театральный актёр

30 июля 1969 года
- Юлия Константиновна Борисова (1925—2023), актриса театра и кино

4 августа 1969 года
- Ефим Львович Дзиган (1898—1981), кинорежиссёр

29 сентября 1969 года
- Олег Петрович Жаков (1905—1988), киноактёр[45]
- Александр Григорьевич Зархи (1908—1997), кинорежиссёр
- Александр Михайлович Згуриди (1904—1998), кинорежиссёр, телеведущий
- Михаил Константинович Калатозов (1903—1973), кинорежиссёр
- Владимир Владимирович Корш-Саблин (1900—1974), кинорежиссёр[8]
- Александр Лукич Птушко (1900—1973), кинорежиссёр
- Всеволод Васильевич Санаев (1912—1996), актёр театра и кино
- Михаил Александрович Ульянов (1927—2007), актёр театра и кино

30 сентября 1969 года
- Ирина Николаевна Бугримова (1910—2001), артистка цирка (дрессировщица львов)[103]
- Евгений Тимофеевич Милаев (1910—1983), артист цирка, эквилибрист
- Олег Константинович Попов (1930—2016), цирковой клоун
- Михаил Николаевич Румянцев (клоун Карандаш) (1901—1983), цирковой клоун[103]
- Валентин Иванович Филатов (1920—1979), артист цирка (дрессировщик)

7 октября 1969 года
- Александра Ивановна Климова (1921—2005), актриса театра
- Евгений Максимович Полосин (1912—1982), актёр театра и кино[источник не указан 393 дня]

5 ноября 1969 года
- Галина Николаевна Загурская (1905—1978), театральная актриса
- Станислав Филиппович Людкевич (1879—1979), композитор

28 ноября 1969 года
- Ростислав Владимирович Захаров (1907—1984), балетмейстер, режиссёр[56]

## 1970—1979 годы (239 человек)

### 1970 год (23 человека)
от 30.01.1970
- Анатолий Григорьевич Новиков (1896—1984), композитор

от 16.02.1970
- Юозас Йонович Лингис (1919—1984), артист балета, балетмейстер

от 18.02.1970
- Каарел Кириллович Ирд (1909—1986), театральный актёр и режиссёр

от 25.03.1970
- Елена Михайловна Потапова (р. 1930), балерина

от 01.04.1970
- Аббас Бакиров (1910—1974), театральный актёр и режиссёр

от 15.05.1970
- Мария Лукьяновна Биешу (1934—2012), оперная певица (лирико-драматическое сопрано)

от 17.06.1970
- Лидия Эдуардовна Фреймане (1920—1992), актриса театра

от 26.06.1970
- Бакен Кыдыкеева (1923—1993), актриса театра и кино
- Иван Александрович Любезнов (1909—1988), актёр театра и кино

от 03.09.1970
- Виолетта Трофимовна Бовт (1927—1995), артистка балета[56]
- Степан Агабекович Кеворков (1903—1991), кинорежиссёр
- Клавдия Кузьминична Кудряшева (1925—2012), оперная певица (меццо-сопрано)

от 18.09.1970
- Виргилиус Норейка (1935—2018), оперный певец (тенор)

от 23.09.1970
- Георгий Васильевич Свиридов (1915—1998), композитор

от 29.09.1970
- Алексей Николаевич Ермолаев (1910—1975), артист балета, балетмейстер, педагог[45][56]

от 20.10.1970
- Лидия Николаевна Князева (1925—1987), актриса театра и кино
- Валентина Александровна Сперантова (1904—1978), актриса театра и кино

от 21.10.1970
- Евгений Яковлевич Диордиев (1912—1985), театральный актёр и режиссёр, киноактёр
- Сабира Майканова (1914—1994), актриса театра

от 05.11.1970
- Владимир Павлович Бурмейстер (1904—1971), балетмейстер[14][56][57]

от 17.11.1970
- Александр Григорьевич Арутюнян (1920—2012), композитор[41]

от 11.12.1970
- Маргер Оттович Заринь (1910—1993), композитор

от 29.12.1970
- Владимир Аркадьевич Канделаки (1908—1994), оперный певец (бас-баритон) и режиссёр

### 1971 год (20 человек)
от 11.01.1971
- Лидия Ивановна Крупенина (Гревцова) (1928—2016), артистка балета[56]

от 27.01.1971
- Юрий Владимирович Дуров (1910—1971), артист цирка, дрессировщик

от 03.03.1971
- Исаак (Додо) Константинович Антадзе (1900—1978), театральный актёр и режиссёр
- Владимир Иосифович Дедюшко (1905—1973), актёр театра и кино

от 05.04.1971
- Ата Дурдыев (1910—1981), актёр театра и кино

от 27.04.1971
- Аркадий Евгеньевич Гашинский (1920—1991), театральный актёр
- Рачья Никитович Капланян (1923—1988), театральный режиссёр

от 13.05.1971
- Михаил Прокопьевич Кузнецов (1913—1995), актёр театра и кино

от 14.05.1971
- Клавдия Ивановна Шульженко (1906—1984), эстрадная певица

от 04.06.1971
- Арно Арутюнович Бабаджанян (1921—1983), композитор[41]

от 06.07.1971
- Ахмад Бабакулов (1931—1990), оперный певец (драматический тенор)

от 16.07.1971
- Александр Васильевич Рыбнов (1906—1992), хоровой дирижёр

от 05.08.1971
- Михаил Александрович Кириллов (1900—1971), театральный актёр и режиссёр

от 12.08.1971
- Николай Иванович Рыжов (1900—1986), актёр

от 31.08.1971
- Анатолий Николаевич Александров (1888—1982), композитор, пианист, педагог[19]

от 10.09.1971
- Мария Петровна Максакова (1902—1974), оперная певица (меццо-сопрано)

от 28.09.1971
- Эразм Александрович Карамян (1912—1985), кинорежиссёр

от 29.09.1971
- Александр Александрович Касьянов (1891—1982), композитор, педагог[7]

от 22.10.1971
- Елизавета Георгиевна Алексеева (Алексеева-Шиканова) (1901—1972), актриса театра
- Цецилия Львовна Мансурова-Шереметева (Воллерштейн) (1896—1976), актриса театра и кино[104]

### 1972 год (12 человек)
от 03.02.1972
- Тимофей Васильевич Левчук (1912—1998), кинорежиссёр

от 10.04.1972
- Наталья Михайловна Бурмистрова (1918—2008), актриса театра

от 06.06.1972
- Татьяна Ивановна Пельтцер (1904—1992), актриса театра и кино

от 10.07.1972
- Кирилл Петрович Кондрашин (1914—1981), дирижёр[105]

от 04.08.1972
- Борис Эммануилович Хайкин (1904—1978), дирижёр

от 11.08.1972
- Игорь Олегович Горбачёв (1927—2003), театральный актёр и режиссёр, киноактёр
- Кирилл Юрьевич Лавров (1925—2007), актёр театра и кино

от 04.10.1972
- Леонид Семёнович Тарабаринов (1928—2008), актёр театра и кино

от 17.11.1972
- Надежда Петровна Доценко (1914—1994), театральная актриса

от 29.11.1972
- Арусь Арутюновна Асрян (1904—1987), театральная актриса
- Бабкен Погосович Нерсесян (1917—1986), актёр театра и кино[106]
- Андрей Яковлевич Штогаренко (1902—1992), композитор, педагог

### 1973 год (22 человека)
от 05.01.1973
- Раиса Михайловна Сергиенко (1925—1987), оперная певица (лирико-драматическое сопрано)

от 25.01.1973
- Александр Александрович Ханов (1904—1983), актёр театра[16]

от 30.03.1973
- Людмила Георгиевна Зыкина (1929—2009), певица

от 13.04.1973
- Юрий Николаевич Григорович (1927—2025), артист балета, балетмейстер[49][56]
- Бернара Рахимовна Кариева (р. 1936), балерина

от 08.06.1973
- Зайтуна Исламовна Бикбулатова (1908—1992), актриса театра
- Альфред Игнатович Яунушан (1919—2008), театральный актёр и режиссёр

от 26.07.1973
- Султан Гаджибеков (1919—1974), композитор[107]

от 15.08.1973
- Тамара Андреевна Милашкина (1934—2024), оперная певица

от 14.09.1973
- Ефим Захарович Копелян (1912—1975), актёр театра и кино

от 18.09.1973
- Юозас Мильтинис (1907—1994), театральный режиссёр[108]

от 26.09.1973
- Владимир Викторович Васильев (р. 1940), артист балета и балетмейстер[14][57]
- Екатерина Сергеевна Максимова (1939—2009), балерина[56][109]

от 05.10.1973
- Анатолий Дмитриевич Папанов (1922—1987), актёр театра и кино
- Виктор Иванович Хохряков (1913—1986), актёр театра и кино

от 24.10.1973
- Андрей Александрович Присяжнюк (1912—1982), театральный актёр

от 30.11.1973
- Велта Мартыновна Лине (1923—2012), актриса театра и кино
- Нина Ивановна Меновщикова (1934—2022), балерина[56]

от 17.12.1973
- Муслим Магометович Магомаев (1942—2008), оперный и эстрадный певец (баритон), солист Азербайджанского государственного академического театра оперы и балета им. М. Ф. Ахундова[11][110]

от 27.12.1973
- Софья Николаевна Головкина (1915—2004), балерина и педагог[56][111]

от 30.12.1973
- Юрий Владимирович Никулин (1921—1997), артист цирка, киноактёр[103]
- Юрий Владимирович Соловьёв (1940—1977), артист балета[56]

### 1974 год (25 человек)
от 15.02.1974
- Малика Сабирова (1942—1982), балерина

от 13.03.1974
- Евгений Семёнович Матвеев (1922—2003), актёр театра и кино, кинорежиссёр
- Нонна Викторовна Мордюкова (1925—2008), киноактриса[51]

от 23.03.1974
- Домникия Тимофеевна Дариенко (1919—2010), театральная актриса[источник не указан 393 дня]

от 05.04.1974
- Давид Мелкумович Малян (1904—1976), актёр театра и кино

от 10.04.1974
- Владислав Игнатьевич Стржельчик (1921—1995), актёр театра и кино

от 31.05.1974
- Лидия Николаевна Смирнова (1913—2007), актриса театра и кино

от 05.07.1974
- Галина Александровна Ковалёва (1932—1995), оперная певица (коллоратурное сопрано)[55]

от 11.07.1974
- Дагестанлы (Исмаил Юсуф оглы Гаджиев-Дагестанлы) (1907—1980), театральный актёр

от 01.08.1974
- Исмаил Осман оглы Османлы (1902—1978), актёр театра и кино[112]

от 06.08.1974
- Махмуд Эсамбаев (1924—2000), танцор

от 07.08.1974
- Мехти Мамедов (1918—1985), театральный режиссёр

от 13.08.1974
- Станислав Иосифович Ростоцкий (1922—2001), кинорежиссёр
- Отар Васильевич Тактакишвили (1924—1989), композитор
- Вячеслав Васильевич Тихонов (1928—2009), киноактёр

от 30.08.1974
- Георгий Павлович Менглет (1912—2001), актёр театра и кино

от 02.10.1974
- Карлис Себрис (1914—2009), актёр театра и кино

от 17.10.1974
- Валентин Николаевич Плучек (1909—2002), театральный режиссёр, актёр[47]

от 04.11.1974, в связи со 150-летием Малого театра
- Евгений Валерианович Самойлов (1912—2006), актёр театра и кино
- Иннокентий Михайлович Смоктуновский (1925—1994), актёр театра и кино

от 06.11.1974
- Нинель Александровна Кургапкина (1929—2009), артистка балета[56]

от 29.11.1974
- Николай Николаевич Волчков (1910—2003?), артист театра

от 27.12.1974
- Юрий Петрович Киселёв (1914—1996), театральный актёр и режиссёр
- Бруно Артурович Фрейндлих (1909—2002), актёр театра и кино[113]

от 30.12.1974
- Донатас Банионис (1924—2014), актёр театра и кино

### 1975 год (19 человек)
от 30.01.1975
- Марина Тимофеевна Семёнова (1908—2010), балерина[114]
- Анатолий Борисович Соловьяненко (1932—1999), оперный певец, тенор

от 07.03.1975
- Владимир Михайлович Зельдин (1915—2016), актёр театра и кино
- Людмила Ивановна Касаткина (1925—2012), актриса театра и кино

от 28.03.1975
- Иван Никитович Марин (или Никитич; 1905—1983), актёр театра и кино
- Иван Фёдорович Переверзев (1914—1978), актёр театра и кино

от 02.04.1975
- Диана Игнатьевна Петриненко (1930—2018), певица (лирико-колоратурное сопрано)
- Фёдор Иванович Шмаков (1917—2009), актёр театра и кино

от 29.04.1975
- Дмитрий Яковлевич Покрасс (1899—1978), композитор

от 10.07.1975
- Евгений Рубенович Симонов (1925—1994), режиссёр театра

от 04.09.1975
- Матвей Исаакович Блантер (1903—1990), композитор
- Майя (Медениет) Шахбердыева (1930—2018), оперная певица (колоратурное сопрано)

от 18.09.1975
- Константин Ираклиевич Массалитинов (1905—1979), композитор, хоровой дирижёр

от 03.10.1975
- Наталья Ильинична Сац (1903—1993), театральный режиссёр

от 07.10.1975
- Михаил Алексеевич Куликовский (1906—1996), театральный актёр и режиссёр

от 13.11.1975
- Юрий Васильевич Силантьев (1919—1983), дирижёр, композитор

от 26.11.1975
- Фуад Ибрагимович Халитов (1909—1981), театральный актёр

от 08.12.1975
- Валерий Сергеевич Нельский (1906—1990), театральный актёр

от 18.12.1975
- Юри Евгеньевич Ярвет (1919—1995), актёр театра и кино

### 1976 год (44 человека)
от 14.01.1976
- Эльза Яновна Радзиня (1917—2005), актриса театра и кино

от 15.01.1976
- Алексей Константинович Ургалкин (1910—1981), актёр театра

от 28.04.1976
- Дмитрий Александрович Алексидзе (1910—1984), театральный режиссёр

от 21.05.1976
- Исидор Аркадьевич Зак (1909—1998), дирижёр

от 25.05.1976, в связи с 200-летием Государственного академического Большого театра
- Владимир Андреевич Атлантов (р. 1939), оперный певец (лирико-драматический тенор)[41]
- Наталья Игоревна Бессмертнова (1941—2008), балерина[56][115]
- Александр Филиппович Ведерников (1927—2018), оперный певец (бас)[116]
- Вера Георгиевна Дулова (1909—2000), арфистка
- Марина Викторовна Кондратьева (1934—2024), балерина[56]
- Михаил Леонидович Лавровский (р. 1941), артист балета, балетмейстер[56]
- Марис-Рудольф Эдуардович Лиепа (1936—1989), артист балета[56]
- Юрий Антонович Мазурок (1931—2006), оперный певец (баритон)
- Асаф Михайлович Мессерер (1903—1992), артист балета, педагог и балетмейстер[56]
- Евгений Евгеньевич Нестеренко (1938—2021), оперный певец (бас)
- Елена Васильевна Образцова (1939—2015), оперная певица (меццо-сопрано)
- Геннадий Николаевич Рождественский (1931—2018), дирижёр[117]
- Николай Борисович Фадеечев (1933—2020), артист балета, педагог[118]
- Артур Артурович Эйзен (1927—2008), оперный певец (бас)

от 15.06.1976
- Пётр Григорьевич Лобода (1907—1979), актёр театра

от 03.08.1976
- Гафар Рустамович Валамат-Заде (1916—1993), артист балета, балетмейстер

от 10.08.1976
- Иван Иванович Аврамов (1915—1985), театральный актёр и режиссёр

от 11.08.1976
- Арвид Кришевич Янсонс (1914—1984), дирижёр

от 19.08.1976
- Михаил Григорьевич Водяной (1924—1987), артист оперетты, киноактёр

от 30.09.1976
- Сергей Александрович Лункевич (1934—1995), дирижёр, скрипач, композитор

от 12.10.1976
- Олег Николаевич Ефремов (1927—2000), актёр и режиссёр театра и кино
- Юрий Васильевич Яковлев (1928—2013), актёр театра и кино

от 13.12.1976
- Тамара Григорьевна Алёшина-Александрова (1928—1996), оперная певица (меццо-сопрано)

от 17.12.1976
- Николай Фёдорович Манойло (1927—1998), оперный певец (баритон)
- Анатолий Юрьевич Мокренко (1933—2020), оперный певец (баритон)
- Нонна Андреевна Суржина (р. 1937), оперная певица (меццо-сопрано)

от 29.12.1976
- Алексей Владимирович Баталов (1928—2017), актёр театра и кино
- Ирина Петровна Богачёва (1939—2019), оперная певица (меццо-сопрано)
- Сергей Васильевич Викулов (р. 1937), артист балета, балетмейстер[56]
- Асанхан Джумахматов (1923—2008), дирижёр
- Лев Александрович Кулиджанов (1924—2002), кинорежиссёр
- Булат Абдуллаевич Минжилкиев (1940—1997), оперный певец (бас)
- Александр Григорьевич Мурин (1917—1992), хоровой дирижёр
- Мария Николаевна Степанова (1916—1983), актриса театра и кино
- Ефим Юльевич Учитель (1913—1988), режиссёр и оператор документального кино

от 30.12.1976
- Людмила Васильевна Ерофеева (1937—2003), оперная певица (лирико-колоратурное сопрано)
- Карлис Карлович Зариньш (1930—2015), певец (драматический тенор)

от 31.12.1976
- Медея Петровна Амиранашвили (1930—2023), оперная певица (лирическое сопрано)[19]
- Азербайджан Мадиевич Мамбетов (1932—2009), театральный режиссёр
- Ламара Григорьевна Чкония (1930—2024), оперная певица (лирико-колоратурное сопрано)

### 1977 год (28 человек)
от 14.01.1977
- Ниёле Амбразайтите (1939—2016), оперная певица (меццо-сопрано)
- Светлана Филипповна Данилюк (1939—2003), оперная певица (меццо-сопрано)
- Лютфия Рашиджановна Кабирова (1932—2013), оперная певица (сопрано)[119]
- Тийу Рандвийр (Телп) (р. 1938), балерина

от 05.01.1977
- Юрий Николаевич Озеров (1921—2001), кинорежиссёр

от 20.01.1977
- Лютфияр Иманов (1928—2008), оперный певец (драматический тенор)

от 25.01.1977
- Мигран Арменакович Еркат (1921—1986), оперный певец (баритон)

от 02.03.1977
- Нина Афанасьевна Сазонова (1917—2004), актриса театра и кино

от 21.04.1977
- Александр Дмитриевич Гай (1914—2000), актёр театра и кино
- Михаил Семёнович Годенко (1919—1991), артист балета, балетмейстер

от 15.06.1977
- Закир Мухамеджанов (1921—2012), актёр театра и кино

от 23.06.1977
- Григорий Егиазарович Егиазарян (1908—1988), композитор
- Вера Александровна Ершова (1917—2006), театральная актриса

от 29.06.1977
- Азат Зиннатович Аббасов (1925—2006), оперный певец (лирический тенор)

от 21.07.1977
- Хыдыр Алланурович Аллануров (1922—1993), дирижёр

от 10.08.1977
- Вероника Борисовна Дударова (1916—2009), дирижёр

от 18.08.1977
- Людмила Иосифовна Макарова (1921—2014), артистка театра
- Вольдемар Хансович Пансо (1920—1977), театральный актёр и режиссёр, киноактёр

от 25.08.1977
- Фёдор Григорьевич Верещагин (1910—1996), театральный режиссёр

от 31.08.1977
- Андрей Александрович Гончаров (1918—2001), театральный режиссёр, театральный педагог[49]

от 16.09.1977
- Шаукат Хасанович Биктемиров (1928—2012), артист театра

от 22.09.1977
- Аркадий Иванович Аркадьев (Кудерко) (1907—1993), театральный актёр и режиссёр, киноактёр

от 20.10.1977
- Александр Борисович Столпер (1907—1979), кинорежиссёр, кинодраматург

от 28.10.1977
- Константин Петрович Степанков (1928—2004), актёр театра и кино

от 02.11.1977
- Эраст Павлович Гарин (1902—1980), театральный актёр и режиссёр, киноактёр[120]

от 10.11.1977
- Стефан Васильевич Турчак (1938—1988), дирижёр

от 30.11.1977
- Даниил Борисович Шафран (1923—1997), виолончелист

от 30.12.1977
- Дильбар Гулямовна Абдурахманова (1936—2018), дирижёр

### 1978 год (21 человек)
от 24.01.1978
- Евгений Павлович Леонов (1926—1994), актёр театра и кино
- Елена Алексеевна Фадеева (1914—1999), актриса театра и кино
- Татьяна Ивановна Шмыга (1928—2011), артистка оперетты, киноактриса

от 22.02.1978
- Владимир Акимович Курочкин (1922—2002), актёр и режиссёр оперетты

от 24.02.1978
- Игорь Петрович Владимиров (1919—1999), актёр, режиссёр
- Валерий Петрович Ковтун (1944—2005), артист балета
- Ростислав Иванович Янковский (1930—2016), актёр театра и кино

от 10.03.1978
- Ольга Васильевна Бардина (1932—2001), оперная певица (лирико-драматическое сопрано)[121]
- Юрий Лазаревич Попов (1929—2013), оперный певец (драматический баритон)[122]

от 18.04.1978
- Танхо Селимович Израилов (1918—1981), артист балета, балетмейстер
- Гельмер-Райнер Синисало (1920—1989), композитор[123]

от 05.05.1978
- Элина Авраамовна Быстрицкая (1928—2019), актриса театра и кино[14][57]
- Руфина Дмитриевна Нифонтова (1931—1994), актриса театра и кино

от 06.05.1978
- Генрикас Ванцевичюс (1924—2014), театральный режиссёр
- Рауф Гаджиев (1922—1995), композитор

от 09.06.1978
- Сурен Исаакович Баблоев (1918—1979), хоровой дирижёр

от 16.06.1978
- Ада Николаевна Роговцева (р. 1937), актриса театра и кино[124]

от 21.06.1978
- Николай Кондратьевич Кондратюк (1931—2006), оперный и эстрадный певец (баритон)[24]

от 03.07.1978
- Олег Иванович Борисов (1929—1994), актёр театра и кино[57]

от 22.11.1978
- Оганнес Арутюнович Чекиджян (р. 1928), хоровой дирижёр

от 14.12.1978
- Михаил Филиппович Мансуров (1916—1993), театральный актёр

### 1979 год (25 человек)
от 23.01.1979
- Павел Петрович Кадочников (1915—1988), актёр театра и кино, режиссёр

от 07.02.1979
- Джурабек Муродов (р. 1942), эстрадный певец (тенор), исполнитель на рубабе

от 06.03.1979
- Маргарита Артуровна Войтес (1936—2024), оперная певица (колоратурное сопрано)
- Дмитрий Николаевич Журавлёв (1900—1991), артист эстрады, чтец
- Константин Агапаронович Орбелян (1928—2014), композитор, дирижёр

от 03.04.1979
- Платон Илларионович Майборода (1918—1989), композитор

от 26.04.1979
- Александр Иванович Медведкин (1900—1989), кинорежиссёр, кинодраматург

от 11.05.1979
- Дмитрий Михайлович Цыганов (1903—1992), скрипач

от 16.05.1979
- Рамазан Саликович Бапов (1947—2014), артист балета
- Сергей Николаевич Плотников (1909—1990), актёр театра и кино
- Цисана Бежановна Татишвили (1937—2017), оперная певица (сопрано)

от 31.05.1979
- Александра Васильевна Прокошина (1918—2005[125]), певица (сопрано)

от 09.07.1979
- Эдвардас Стасевич Канява (р. 1937), оперный певец (баритон)

от 23.08.1979
- Владимир Александрович Волжанский (1917—1983), артист цирка (акробат, эквилибрист)

от 29.09.1979
- Юлдаш Агзамов (1909—1985), кинорежиссёр

от 10.10.1979
- Калый Молдобасанов (1929—2006), композитор, дирижёр
- Гунар Альфредович Цилинский (1931—1992), театральный актёр и режиссёр, киноактёр, кинорежиссёр

от 26.10.1979
- Адольф Петрович Скулте (1909—2000), композитор

от 11.11.1979
- Григорий Давидович Лордкипанидзе (1927—2013), режиссёр театра и кино

от 29.11.1979
- Дмитрий Николаевич Смолич (1919—1987), театральный режиссёр[28]

от 03.12.1979
- Лев Николаевич Венедиктов (1924—2017), хоровой дирижёр
- Ярослав Антонович Вощак (1921—1989), дирижёр
- Зураб Лаврентьевич Соткилава (1937—2017), оперный певец (тенор)

от 07.12.1979
- Владимир Григорьевич Грипич (1923—2005), театральный режиссёр
- Отар Вахтангович Мегвинетухуцеси (1932—2013), актёр театра и кино[126]

## 1980—1991 год (324 человека)

### 1980 год (33 человека)
от 30.01.1980
- Эдуардас Бальсис (1919—1984), композитор

от 31.01.1980
- Хендрик Арсеньевич Крумм (1934—1989), оперный певец (лирико-драматический тенор)
- Татьяна Алексеевна Таякина (1951—2023), балерина

от 14.02.1980
- Хаким Каримович Зарипов (1924—2023), артист цирка (наездник), киноактёр
- Николай Леонидович Ольховиков (1922—1987), артист цирка (наездник и жонглёр)
- Владимир Оскал-Оол (1920—1999), артист цирка (жонглёр и эквилибрист)
- Василий Яковлевич Третьяк (1926—1989), оперный певец (тенор)
- Галина Афанасьевна Туфтина (1933—2007), оперная певица (меццо-сопрано)

от 21.02.1980
- Георгий Степанович Жжёнов (1915—2005), актёр театра и кино

от 28.02.1980
- Иван Петрович Дмитриев (1915—2003), актёр театра и кино
- Мухаммед Черкезов (1911—1993), актёр театра и кино

от 30.04.1980
- Асанали Ашимов (р. 1937), актёр театра и кино
- Фарида Шариповна Шарипова (1936—2010), актриса

от 16.04.1980
- Лидия Владимировна Мосолова (1918—1996), актриса театра
- Пётр Львович Монастырский (1915—2013), режиссёр театра

от 11.06.1980
- Галина Климентьевна Макарова (1919—1993), артистка театра

от 17.06.1980
- Габдулла Рухуллович Шамуков (1909—1981), актёр

от 20.06.1980
- Вера Кузьминична Кузьмина (1923—2021), актриса театра

от 28.07.1980
- Нина Константиновна Мешко (1917—2008), хоровой дирижёр
- Зейнаб Ханларова (р. 1936), оперная певица (сопрано), исполнительница мугамов

от 05.08.1980
- Вячеслав Александрович Гринченко (1938—1998), оперный певец (бас)[127]

от 13.08.1980
- Саулюс Сондецкис (1928—2016), дирижёр

от 03.09.1980
- Всеволод Семёнович Якут (1912—1991), актёр театра и кино

от 05.09.1980
- Тенгиз Евгеньевич Абуладзе (1924—1994), кинорежиссёр[19][86]
- Иван Иванович Соловьёв (1910—1982), актёр театра и кино
- Реваз Давидович Чхеидзе (1926—2015), кинорежиссёр

от 08.10.1980
- Глафира Петровна Сидорова (1922—2019), театральная актриса

от 23.10.1980
- Андрей Павлович Петров (1930—2006), композитор

от 03.11.1980
- Хорен Бабкенович Абрамян (1930—2004), актёр театра и кино, театральный режиссёр[86]

от 17.11.1980
- Кайыргуль Сартбаева (р. 1936), оперная певица (лирическое сопрано)

от 09.12.1980
- Владимир Иванович Федосеев (р. 1932), дирижёр

от 23.12.1980
- Ольга Сергеевна Высоцкая (1906—2000), диктор Всесоюзного радио
- Юрий Борисович Левитан (1914—1983), диктор Всесоюзного радио

### 1981 год (35 человек)
от 13.01.1981
- Метаксия Миграновна Симонян (1926—1987), актриса театра
- Зоя Георгиевна Спирина (1926—1986), актриса

от 14.01.1981
- Шухрат Салихович Аббасов (1931—2018), кинорежиссёр и сценарист
- Нина Сергеевна Исакова (р. 1928), оперная певица (меццо-сопрано)

от 25.02.1981
- Алиса Бруновна Фрейндлих (р. 1934), актриса театра и кино

от 13.03.1981
- Юрий Иванович Симонов (р. 1941), дирижёр

от 13.04.1981
- Газиза Ахметовна Жубанова (1927—1993), композитор
- Еркегали Рахмадиевич Рахмадиев (1932—2013), композитор

от 29.05.1981
- Ким Иванович Базарсадаев (1937—2002), оперный певец (бас)[41]
- Эдвард Михайлович Мирзоян (1921—2012), композитор

от 08.06.1981
- Григорий Наумович Чухрай (1921—2001), кинорежиссёр, сценарист[128]

от 11.06.1981
- Владимир Михайлович Морозов (1933—2002), оперный певец (бас)
- Юрий Хатуевич Темирканов (1938—2023), дирижёр[129]

от 16.07.1981
- Рихард Петрович Глазуп (1920—1993), дирижёр

от 11.08.1981
- Николай Алексеевич Сличенко (1934—2021), актёр и режиссёр[130]

от 18.08.1981
- Суйменкул Чокморов (1939—1992), актёр театра и кино

от 27.08.1981
- Мария Николаевна Мордасова (1915—1997), певица, исполнительница народных песен

от 28.08.1981
- Лев Викторович Голованов (1926—2015), танцовщик

от 02.09.1981
- Родион Константинович Щедрин (р. 1932), композитор
- Андрей Яковлевич Эшпай (1925—2015), композитор

от 09.09.1981
- Юрий Николаевич Мажуга (1931—2022), актёр театра и кино

от 11.09.1981
- Владимир Козьмович Курбет (1930—2017), хореограф, балетмейстер

от 15.09.1981
- Юлия Ипполитовна Солнцева (1901—1989), киноактриса, кинорежиссёр

от 16.09.1981
- Мурад Магомедович Кажлаев (1931—2023), композитор, дирижёр

от 12.10.1981
- Айсулу Токомбаева (р. 1947), балерина

от 22.10.1981
- Борис Михайлович Тенин (1905—1990), актёр театра и кино

от 23.10.1981
- Сабира Атаева (1917—1993), актриса театра и кино
- Ану Кааль (р. 1940), оперная певица (лирико-колоратурное сопрано)

от 04.11.1981
- Валентина Александровна Ермакова (1924—2003), актриса театра и кино, театральный педагог[131]

от 05.11.1981
- Сергей Константинович Тихонов (1921—1992), актёр

от 18.11.1981
- Михаил Иванович Туманишвили (1921—1996), театральный режиссёр

от 26.11.1981
- Татьяна Васильевна Доронина (р. 1933), актриса и режиссёр театра, киноактриса[132]

от 27.11.1981
- Рамаз Григорьевич Чхиквадзе (1928—2011), актёр театра и кино

от 07.12.1981
- Пётр Петрович Глебов (1915—2000), актёр театра и кино

от 02.12.1981
- Людмила Алексеевна Чурсина (р. 1941), актриса театра и кино

### 1982 год (21 человек)
от 07.01.1982
- Виктор Павлович Тарасов (1934—2006), актёр

от 21.01.1982
- Шарах Абзагович Пачалиа (1914—2000), театральный режиссёр, актёр, драматург
- Михаил Дмитриевич Чубинидзе (1910—2006), актёр театра и кино

от 17.02.1982
- Шолпан Исабековна Джандарбекова (1922—2005), театральная актриса
- Александр Янович Лемберг (1921—1985), балетмейстер
- Идрис Ногайбаев (1931—1989), театральный актёр

от 06.04.1982
- Николай Алексеевич Левицкий (1911—1982), режиссёр научно-популярного кино

от 28.04.1982
- Арутюн Амаякович Акопян (1918—2005), артист эстрады, фокусник-манипулятор[19][86]
- Валентина Михайловна Леонтьева (1923—2007), телеведущая, диктор телевидения

от 30.04.1982
- Тамара Ильинична Синявская (р. 1943), певица (меццо-сопрано)

от 08.06.1982
- Чолпонбек Базарбаев (1949—2002), артист балета

от 19.07.1982
- Иван Герасимович Лапиков (1922—1993), актёр театра и кино

от 21.07.1982
- Загир Гарипович Исмагилов (1917—2003), композитор

от 06.08.1982
- Генрих Суренович Малян (1925—1988), кинорежиссёр, сценарист

от 10.08.1982
- Евгений Тихонович Райков (1937—2010), оперный певец (лирико-драматический тенор)

от 11.08.1982
- Владимир Владимирович Кенигсон (1907—1986), актёр театра и кино

от 12.08.1982
- Нина Васильевна Мамаева (1923—2001), театральная актриса[источник не указан 393 дня]

от 18.08.1982
- Ираклий Луарсабович Андроников (1908—1990), писатель, чтец[19][86]

от 19.08.1982
- Владимир Павлович Андрианов (1906—1985), театральный актёр

от 01.09.1982
- Роберт Робертович Стуруа (р. 1938), театральный режиссёр

от 10.12.1982
- Рэм Фёдорович Лебедев (1928—1988), артист театра и кино

### 1983 год (25 человек)
от 05.01.1983
- Александр Александрович Алов (1923—1983), кинорежиссёр, кинодраматург[19][86]
- Владимир Наумович Наумов (1927—2021), кинорежиссёр

от 06.01.1983
- Рубен Сергеевич Агамирзян (1922—1991), театральный режиссёр[86]

от 22.02.1983
- Анатолий Тимофеевич Авдиевский (1933—2016), хоровой дирижёр

от 23.02.1983
- Евгений Александрович Евстигнеев (1926—1992), актёр театра и кино
- Татьяна Петровна Николаева (Тарасевич-Николаева) (1924—1993), пианистка, композитор

от 24.02.1983
- Арвид Янович Жилинский (Жилинскис) (1905—1993), композитор

от 24.03.1983
- Фрунзе Вагинакович Довлатян (1927—1997), кинорежиссёр, киноактёр
- Владислав Иванович Пьявко (1941—2020), оперный певец (тенор)

от 31.05.1983
- Никита Владимирович Богословский (1913—2004), композитор

от 10.06.1983
- Анатолий Иванович Кочерга (р. 1949), оперный певец (бас)

от 27.06.1983
- Баудоржа Базарович Ямпилов (1916—1989), композитор

от 01.07.1983, в связи с 200-летием Ленинградского театра оперы и балета
- Габриэла Трофимовна Комлева (р. 1938), артистка балета, балетмейстер[56]
- Аскольд Анатольевич Макаров (1925—2000), артист балета, балетмейстер[56]
- Ольга Николаевна Моисеева (1928—2021), балерина, балетмейстер[56]
- Николай Петрович Охотников (1937—2017), певец (бас)
- Владилен Григорьевич Семёнов (р. 1932), артист балета, балетмейстер[56]
- Алла Ивановна Сизова (1939—2014), артистка балета[56]
- Людмила Павловна Филатова (р. 1935), оперная певица (меццо-сопрано)

от 31.07.1983
- Олег Михайлович Виноградов (р. 1937), балетмейстер[56]

от 17.08.1983
- Людмила Марковна Гурченко (1935—2011), актриса театра и кино, эстрадная певица

от 14.10.1983
- Владимир Павлович Басов (1923—1987), кинорежиссёр, актёр[86]

от 27.10.1983
- Нани Георгиевна Брегвадзе (р. 1938), эстрадная певица[133]

от 30.11.1983
- Михаил Андреевич Глузский (1918—2001), актёр театра и кино
- Валерий Григорьевич Егудин (1937—2007), оперный певец (тенор)

### 1984 год (25 человек)
от 18.01.1984
- Мазол Яшуваевна Колонтарова (р. 1950), балерина
- Фрунзик Мкртчян (1930—1993), советский и армянский актёр театра и кино.

от 27.04.1984
- Евгений Александрович Глебов (1929—2000), композитор[источник не указан 393 дня]

от 29.04.1984
- Нургиса Тлендиев (1925—1998), дирижёр, композитор

от 03.05.1984
- Михаил Ермолаевич Волонтир (1934—2015), артист театра и кино

от 22.06.1984
- Виктор Иванович Коршунов (1929—2015), актёр театра и кино[134][135]
- Александра Николаевна Пахмутова (р. 1929), композитор
- Серафим Сергеевич Туликов (1914—2004), композитор

от 25.07.1984
- Эльдар Александрович Рязанов (1927—2015), кинорежиссёр

от 02.08.1984
- Владимир Абрамович Этуш (1922—2019), актёр театра и кино, театральный педагог

от 06.08.1984
- Марсель Хакимович Салимжанов (1934—2002), театральный режиссёр

от 08.08.1984
- Владимир Яковлевич Самойлов (1924—1999), актёр театра и кино

от 09.08.1984
- Кундуз Миркаримова (1925—2019), режиссёр-балетмейстер

от 15.08.1984
- Александр Николаевич Холминов (1925—2015), композитор[136]

от 26.09.1984
- Татьяна Михайловна Лиознова (1924—2011), кинорежиссёр

от 05.10.1984
- Иоаким Георгиевич Шароев (1930—2000), театральный режиссёр и педагог

от 10.10.1984
- Алексей Боктаевич Чыргал-оол (1924—1989), композитор

от 11.10.1984
- Николай Михайлович Саламов (1922—2003), актёр

от 12.10.1984
- Светлана Дзантемировна Адырхаева (1938—2023), балерина[86]

от 30.11.1984
- Олег Валерианович Басилашвили (р. 1934), актёр театра и кино[86]

от 13.12.1984
- Вячеслав Михайлович Гордеев (р. 1948), артист балета, балетмейстер[56]
- Дмитрий Георгиевич Китаенко (р. 1940), дирижёр
- Надежда Васильевна Павлова (р. 1956), балерина[56]

от 18.12.1984
- Хусейн Мухтаров (1938—2001), оперный певец (бас)
- Токтоналы Сейталиев (1937—2021), оперный певец (лирический тенор)

### 1985 год (28 человек)
от 07.01.1985
- Шамгон Кажгалиев (1927—2015), дирижёр
- Николай Александрович Михеев (1923—1993), театральный актёр

от 28.01.1985
- Раймонд Паулс (р. 1936), композитор

от 31.01.1985
- Леонид Васильевич Марков (1927—1991), актёр театра и кино

от 06.02.1985
- Армен Борисович Джигарханян (1935—2020), актёр театра и кино[137]

от 22.02.1985
- Юрий Иосифович Богатиков (1932—2002), эстрадный певец (баритон)

от 11.04.1985
- Баба Аннанов (1934—1991), театральный режиссёр, актёр

от 11.05.1985
- Михаил Ильич Бушнов (1923—2014), театральный актёр[138]
- Валентин Николаевич Елизарьев (р. 1947), балетмейстер
- Аркадий Маркович Савченко (1936—2004), оперный певец (баритон)

от 06.06.1985
- Константин Игнатьевич Адашевский (1897—1987), актёр театра и кино[источник не указан 393 дня]
- Александр Иванович Щёголев (1913—1988), театральный актёр

от 12.07.1985
- Сос Арташесович Саркисян (1929—2013), актёр театра и кино

от 18.07.1985
- Регимантас Адомайтис (1937—2022), актёр театра и кино[135]

от 07.08.1985
- Мария Юрьевна Стефюк (р. 1948), оперная певица (лирико-колоратурное сопрано)

от 21.08.1985
- Валентин Сергеевич Левашов (1915—1994), композитор, хоровой дирижёр

от 22.08.1985
- Юрий Иванович Казаков (1924—2019), баянист

от 02.09.1985
- Инна Владимировна Макарова (1926—2020), киноактриса

от 20.09.1985
- Джансуг Иванович Кахидзе (1936—2002), дирижёр
- Толомуш Океев (1935—2001), кинорежиссёр

от 04.10.1985
- Иван Петрович Иванов-Вано (1900—1987), режиссёр-мультипликатор

от 05.10.1985
- Давлетбай Ходжабаев (1931—2019), артист цирка, наездник-джигит
- Борис Александрович Чайковский (1925—1996), композитор

от 18.10.1985
- Владимир Алексеевич Андреев (1930—2020), актёр театра и кино[19]

от 25.10.1985
- Клара Степановна Лучко (1925—2005), актриса театра и кино

от 05.11.1985
- Игорь Алексеевич Шаповалов (1945—2020), артист балета, балетмейстер[56]

от 06.11.1985
- Марк Григорьевич Фрадкин (1914—1990), композитор

от 26.12.1985
- Василий Семёнович Лановой (1934—2021), актёр театра и кино

### 1986 год (23 человека)
от 22.01.1986
- Имантс Александрович Кокарс (1921—2011), хоровой дирижёр[91]

от 30.01.1986
- Дугаржап Цыренович Дашиев (1939—2003), оперный певец (лирико-драматический тенор)[27]

от 18.02.1986
- Марлен Мартынович Хуциев (1925—2019), кинорежиссёр

от 19.02.1986
- Георгий Николаевич Пантюков (1922—1994), хоровой дирижёр[27]

от 28.02.1986
- Вера Кузьминична Васильева (1925—2023), актриса театра и кино[14][57]

от 27.03.1986
- Георгий Павлович Ансимов (1922—2015), режиссёр оперы и оперетты[27][41]

от 17.04.1986
- Вячеслав Михайлович Невинный (1934—2009), актёр театра и кино

от 05.06.1986
- Эри Клас (1939—2016), дирижёр[27][139]

от 12.06.1986
- Эдгар Сергеевич Оганесян (1930—1998), композитор[27]

от 27.06.1986
- Виктор Тимофеевич Туров (1936—1996), кинорежиссёр

от 07.07.1986
- Михаил Иванович Мунтян (р. 1943), оперный певец (лирико-драматический тенор)[27]

от 24.07.1986
- Рустем Мухаметхазеевич Яхин (1921—1993), композитор, пианист[27]

от 31.07.1986
- Алибек Мусаевич Днишев (р. 1951), оперный певец (лирический тенор)[27]
- Маргарита Сергеевна Дроздова (р. 1948), артистка балета[56]

от 27.08.1986
- Людмила Ивановна Семеняка (р. 1952), балерина и педагог

от 28.08.1986
- Вацловас Даунорас (1937—2020), оперный певец (бас)[27]

от 26.09.1986
- Маквала Филимоновна Касрашвили (р. 1942), певица (лирико-драматическое сопрано)[27]

от 17.10.1986
- Юозас Домаркас (р. 1936), дирижёр[27]
- Ариф Джангирович Меликов (1933—2019), композитор[27]

от 06.11.1986
- Николай Васильевич Кутузов (1926—2011), композитор, дирижёр[27]
- Людмила Павловна Сахарова (1926—2012), артистка балета, педагог[56]

от 31.12.1986
- Зебо Амин-Заде (р. 1948), балетмейстер
- Вера Михайловна Баева (р. 1936), певица (лирико-колоратурное сопрано)[27]

### 1987 год (15 человек)
от 12.02.1987
- Анна Яковлевна Покидченко (1926—2014), актриса

от 27.02.1987
- Куддус Ходжамьярович Кужамьяров (1918—1994), композитор[27]

от 26.03.1987
- Евгений Дмитриевич Дога (1937—2025), композитор
- Вельо Рихович Тормис (1930—2017), композитор[27]

от 02.04.1987
- Вера Александровна Гарштя (1927—2012), хоровой дирижёр[27]

от 17.04.1987
- Фёдор Савельевич Хитрук (1917—2012), кинорежиссёр-мультипликатор

от 20.05.1987
- Леонид Сергеевич Броневой (1928—2017), актёр театра и кино[57]

от 27.05.1987
- Игорь Михайлович Лученок (1938—2018), композитор[27]

от 18.06.1987
- Маягозель Аймедова (р. 1941), актриса театра и кино

от 16.07.1987
- Юрий Кузьмич Владимиров (1942—2025), артист балета и педагог[56]
- Нина Ивановна Сорокина (1942—2011), балерина[56]

от 06.08.1987
- Евгения Никандровна Ханаева (1921—1987), актриса театра и кино

от 19.08.1987
- Виктор Викторович Третьяков (р. 1946), скрипач[27]

от 30.09.1987
- Иосиф Давыдович Кобзон (1937—2018), эстрадный певец (баритон)

от 05.11.1987
- Леонид Анатольевич Сметанников (р. 1943), оперный певец (баритон), педагог[27][140]

### 1988 год (33 человека)
от 12.01.1988
- Олег Павлович Табаков (1935—2018), актёр театра и кино, режиссёр, театральный педагог

от 09.02.1988
- Юрий Мефодьевич Соломин (1935—2024), актёр театра и кино, режиссёр[141]

от 14.02.1988
- Валентина Павловна Ковель (1923—1997), актриса театра и кино

от 04.03.1988
- Сулхан Фёдорович Цинцадзе (1925—1991), композитор[16][27]

от 22.03.1988
- Владимир Дмитриевич Шевченко (1946—2012), артист цирка
- Людмила Алексеевна Шевченко (р. 1945), артистка цирка

от 05.04.1988
- Игорь Васильевич Таланкин (1927—2010), кинорежиссёр

от 11.04.1988
- Николай Николаевич Некрасов (1932—2012), дирижёр оркестра русских народных инструментов

от 12.04.1988
- Гия Александрович Канчели (1935—2019), композитор[27]

от 13.04.1988
- Харий Янович Лиепиньш (1927—1998), артист театра

от 28.04.1988
- Стефания Михайловна Станюта (1905—2000), актриса театра и кино

от 29.04.1988
- Эстебес Турсуналиев (1931—2005), акын-импровизатор[27]

от 06.05.1988
- Арнольд Михайлович Кац (1924—2007), дирижёр

от 11.05.1988
- София Михайловна Ротару (р. 1947), эстрадная певица

от 13.05.1988
- Хашим Гадоев (р. 1937), театральный актёр
- Анатолий Васильевич Молодов (1929—2017), хоровой дирижёр

от 22.06.1988
- Фидан Касимова (р. 1947), оперная певица (сопрано)

от 13.07.1988
- Вардуи Карапетовна Вардересян (1928—2015), актриса театра и кино.

от 29.07.1988
- Анегина Егоровна Ильина-Дмитриева (р. 1943), оперная певица (меццо-сопрано)[27]

от 05.08.1988
- Игорь Леонидович Кириллов (1932—2021), диктор[142]

от 08.08.1988
- Эльдар Николаевич Шенгелая (1933—2025), кинорежиссёр

от 20.09.1988
- Михаил Иванович Пуговкин (1923—2008), актёр кино и театра

от 27.09.1988
- Олег Александрович Стриженов (1929—2025), актёр театра и кино

от 11.10.1988
- Сергей Владимирович Данченко (1937—2001), театральный режиссёр

от 12.10.1988
- Владимир Николаевич Минин (р. 1929), хоровой дирижёр[27]

от 13.10.1988
- Эдита Станиславовна Пьеха (р. 1937), эстрадная певица[27]

от 14.10.1988
- Лев Викторович Раскатов (1927—1993), артист театра

от 25.10.1988
- Улдис Вилюмович Жагата (1928—2015), артист балета, хореограф
- Лиана Александровна Исакадзе (1946—2024), скрипачка, дирижёр

от 28.11.1988
- Сергей Николаевич Колосов (1921—2012), кинорежиссёр, сценарист[91]

от 29.11.1988
- Никита Александрович Долгушин (1938—2012), артист балета, балетмейстер[56]
- Гизелла Альбертовна Ципола (р. 1944), оперная певица (сопрано)

от 20.12.1988
- Людмила Владимировна Ермакова (1927—2008), хоровой дирижёр

### 1989 год (25 человек)
31 марта 1989 года
- Евгений Васильевич Малинин (1930—2001), пианист
- Николай Петрович Раков (1908—1990), композитор

5 июля 1989 года
- Николай Николаевич Ерёменко (старший) (1926—2000), киноактёр

17 августа 1989 года
- Элисо Константиновна Вирсаладзе (р. 1942), пианистка
- Владимир Владимирович Довейко (1922—2002), артист цирка, акробат
- Наталья Юрьевна Дурова (1934—2007), артистка цирка (дрессировщица)
- Юрий Михайлович Ермолаев (1932—2017), артист цирка (дрессировщик лошадей, наездник)
- Ирбек Алибекович Кантемиров (1928—2000), артист цирка (наездник-джигит)[143]
- Валерий Александрович Климов (1931—2022), скрипач
- Павел Иванович Нечепоренко (1916—2009), музыкант (балалайка), педагог[144]
- Игорь Давидович Ойстрах (1931—2021), скрипач
- Николай Васильевич Сулак (1936—2003), певец
- Самарбюбю Токтахунова (р. 1944), музыкант-инструменталист
- Ян Абрамович Френкель (1920—1989), композитор

18 августа 1989 года
- Борис Борисович Акимов (р. 1946), артист балета[19]
- Леонид Иович Гайдай (1923—1993), кинорежиссёр
- Евгений Яковлевич Весник (1923—2009), актёр театра и кино[источник не указан 393 дня]
- Галина Борисовна Волчек (1933—2019), театральный режиссёр и актриса
- Георгий Николаевич Данелия (1930—2019), кинорежиссёр и сценарист
- Зита Евгеньевна Дрейере (Эррс) (р. 1952), балерина
- Мира Михайловна Кольцова (1938—2022), танцовщица, хореограф
- Леонид Лазаревич Ясиновский (1923—2003), театральный актёр

30 октября 1989 года
- Леонид Иванович Губанов (1928—2004), актёр МХАТа

29 ноября 1989 года
- Виктор Сергеевич Попов (1934—2008), хоровой дирижёр, художественный руководитель Большого детского хора Всесоюзного радио и Центрального телевидения

1 декабря 1989 года
- Илья Абрамович Фрэз (1909—1994), кинорежиссёр

### 1990 год (29 человек)
12 января 1990 года
- Виль Васильевич Головко (1932—2015) — художественный руководитель (главный режиссёр) эстрадно-цирковой студии «Синтез» концертно-зрелищной дирекции «Москва» Главного управления культуры исполнительного комитета Московского городского Совета народных депутатов, за большие заслуги в развитии советского искусства[145]
- Микк Арнольдович Микивер (1937—2006) — эстрадный актёр, режиссёр, киноактёр, председатель правления Союза театральных деятелей Эстонской ССР, за большие заслуги в развитии советского театрального искусства и плодотворную общественную деятельность[146]

28 февраля 1990 года
- Лев Константинович Дуров (1931—2015), режиссёр Московского драматического театра на Малой Бронной, за большие заслуги в развитии советского театрального искусства[147]
- Владимир Теодорович Спиваков (р. 1944), скрипач и дирижёр, главный дирижёр — художественный руководитель Государственного камерного оркестра «Виртуозы Москвы» Всесоюзного гастрольно-концертного объединения «Союзконцерт», за большие заслуги в развитии советского музыкального искусства[148]

1 марта 1990 года
- Сыдык Мухамеджанов (1924—1991), композитор, за большие заслуги в развитии советского музыкального искусства и плодотворную общественную деятельность[149]

5 марта 1990 года
- Мстислав Михайлович Запашный (1938—2016), артист Всесоюзного творческого производственного объединения государственных цирков Министерства культуры СССР, за большие заслуги в развитии советского циркового искусства[150]

6 марта 1990 года
- Ия Сергеевна Саввина (1936—2011) — артистка Московского Художественного академического театра СССР имени А. П. Чехова — сцены в проезде Художественного театра, за большие заслуги в развитии советского театрального искусства[151]

3 мая 1990 года
- Михаил Абрамович Швейцер (1920—2000) — кинорежиссёр-постановщик Государственного творческо-производственного объединения «Мосфильм», за большие заслуги в развитии советского киноискусства[152]

30 июня 1990 года
- Владимир Всеволодович Крайнев (1944—2011) — пианист, солист Московской государственной филармонии, за большие заслуги в развитии советского музыкального искусства[153]

2 июля 1990 года
- Нина Львовна Дорлиак (1908—1998) — камерная певица (сопрано), профессор Московской государственной консерватории имени П. И. Чайковского, за большие заслуги в развитии советского музыкального искусства[154]

5 июля 1990 года
- Александр Иванович Билаш (1931—2003), композитор, за большие заслуги в развитии советского музыкального искусства[155]
- Ролан Анатольевич Быков (1929—1998) — актёр театра и кино, кинорежиссёр, за большие заслуги в развитии советского киноискусства[156]

9 июля 1990 года
- Зиновий Ефимович Гердт (1916—1996), актёр театра и кино, за большие заслуги в развитии советского театрального искусства[157]
- Гюлли Арслановна Мубарякова (1936—2019) — артистка Башкирского академического театра драмы имени М. Гафури, за большие заслуги в развитии советского театрального искусства[158][159]

11 июля 1990 года
- Леонид Иванович Болдин (1931—2013), солист оперы Московского академического музыкального театра имени К. С. Станиславского и Вл. И. Немировича-Данченко, за большие заслуги в развитии советского музыкального искусства[160]

25 июля 1990 года
- Александр Сергеевич Дмитриев (р. 1935) — главный дирижёр Академического симфонического оркестра Ленинградской государственной филармонии имени Д. Д. Шостаковича, за большие заслуги в развитии советского музыкального искусства[161]
- Татьяна Михайловна Карпова (1916—2018), артистка Московского академического театра имени Вл. Маяковского, за большие заслуги в развитии советского театрального искусства[162]

27 июля 1990 года
- Иван Тимофеевич Бобылёв (1925—2014), художественный руководитель Пермского областного драматического театра, за большие заслуги в развитии советского театрального искусства[163]

6 августа 1990 года
- Григорий Фёдорович Пономаренко (1921—1996) — композитор, за большие заслуги в развитии советского музыкального искусства и плодотворную общественную деятельность[164]

17 сентября 1990 года
- Виктор Владимирович Ровдо (1921—2007), главный дирижёр, художественный руководитель хора Государственного комитета Белорусской ССР по телевидению и радиовещанию, за большие заслуги в развитии советского музыкального искусства и плодотворную педагогическую деятельность[165]

9 октября 1990 года
- Лидия Петровна Сухаревская (1909—1991) — артистка Московского академического театра имени Вл. Маяковского, за большие заслуги в развитии советского театрального искусства[166]

30 октября 1990 года
- Георгий Михайлович Вицин (1917—2001), актёр театра и кино, за большие заслуги в развитии советского киноискусства[167]
- Любовь Сергеевна Соколова (1921—2001) — артистка Государственного творческо-производственного объединения «Мосфильм», за большие заслуги в развитии советского киноискусства[167]

6 ноября 1990 года
- Фархад Шамсиевич Бадалбейли (р. 1947), профессор Азербайджанской государственной консерватории имени У. Гаджибекова, за большие заслуги в развитии советского музыкального искусства[168]
- Владислав Владиславович Микоша (1909—2004), кинооператор и кинорежиссёр Центральной студии документальных фильмов, за большой вклад в развитие советского документального кино[169]

12 ноября 1990 года
- Виктор Карпович Мержанов (1919—2012) — пианист, заведующий кафедрой Московской государственной консерватории имени П. И. Чайковского, за большие заслуги в развитии советского музыкального искусства[170]
- Галина Бадмажаповна Шойдагбаева (р. 1953) — солистка оперы Бурятского государственного академического театра оперы и балета, гор. Улан-Удэ, за большие заслуги в развитии советского музыкального искусства[170]

12 декабря 1990 года
- Николай Николаевич Трофимов (1920—2005) — артист Ленинградского академического Большого драматического театра имени М. Горького, за большие заслуги в развитии советского театрального искусства[171]

27 декабря 1990 года
- Зара Александровна Долуханова (1918—2007), оперная певица (колоратурное меццо-сопрано), профессор Государственного музыкально-педагогического института имени Гнесиных, за большие заслуги в развитии советского музыкального искусства и плодотворную педагогическую деятельность[172]

### 1991 год (32 человека)
25 января 1991 года
- Николай Арнольдович Петров (1943—2011), пианист[173][174]

28 января 1991 года
- Владимир Георгиевич Мулявин (1941—2003), эстрадный певец (драматический тенор), гитарист, композитор, основатель и руководитель ВИА «Песняры»[175][176]
- Степан Степанович Олексенко (1941—2006), актёр Киевского национального драматического театра имени Ивана Франко[177]
- Богдан Сильвестрович Ступка (1941—2012), актёр Киевского национального драматического театра имени Ивана Франко, киноактёр[177]

19 марта 1991 года
- Мария Владимировна Миронова (1911—1997), актриса театра и кино[178]

22 марта 1991 года
- Людмила Викторовна Шапошникова (1921—2003), актриса театра имени Моссовета, киноактриса[179]

25 марта 1991 года
- Юрий Абрамович Башмет (р. 1953), альтист и дирижёр[180]

23 апреля 1991 года
- Марк Анатольевич Захаров (1933—2019), режиссёр театра и кино, главный режиссёр театра «Ленком»[181][182]

13 мая 1991 года
- Лариса Андреевна Шевченко (р. 1950), оперная певица (сопрано), солистка Мариинского театра[183]

14 мая 1991 года
- Самсон Иосифович Самсонов (1921—2002), режиссёр киностудии «Мосфильм»[184]

15 мая 1991 года
- Николай Филаретович Колесса (1903—2006), композитор и дирижёр[185]
- Эдуард Савельевич Колмановский (1923—1994), композитор[186]

16 мая 1991 года
- Инна Михайловна Чурикова (1943—2023), актриса театра и кино[187]

1 июля 1991 года
- Михаил Николаевич Зимин (1930—1991), актёр театра и кино

5 августа 1991 года
- Наталья Григорьевна Гутман (р. 1942), виолончелистка[189]

17 октября 1991 года
- Лазарь Мартиросович Сарьян (1920—1998), композитор[190]

22 октября 1991 года
- Болотбек Шамшиев (1941—2019), кинорежиссёр[191]

28 ноября 1991 года
- Якуб Ахмедов (р. 1938), артист театра и кино[192]
- Эдуард Давидович Грач (р. 1930), скрипач[193]
- Аждар Ибрагимов (1919—1993), кинорежиссёр[194]

4 декабря 1991 года
- Владислав Александрович Чернушенко (р. 1936), хоровой дирижёр, художественный руководитель Ленинградской академической Капеллы, ректор Ленинградской консерватории[195]

20 декабря 1991 года
- Валерий ЯковлевЛев Николаевич Власенко (1928—1996), пианист[196][197]
- Ашир Кулиев (1918—2000), композитор[198]
- Капар Медетбеков (1931—2012), артист театра и кино[199]
- Геннадий Степанович Овсянников (р. 1935), актёр[200]
- Анатолий Иванович Полетаев (р. 1936), баянист, дирижёр[201]
- Алла Борисовна Пугачёва (р. 1949), эстрадная певица[202]
- Авет Рубенович Тертерян (1929—1994), композитор[203]
- Наталья Николаевна Шаховская (1935—2017), виолончелистка[204][205]
- Валерий Николаевич Яковлев (1939—2024), театральный режиссёр, художественный руководитель Чувашского ГАДТ имени К. В. Иванова (Чебоксары)[206]

21 декабря 1991 года
- Софья Станиславовна Пилявская (1911—2000), актриса театра и кино[207]
- Олег Иванович Янковский (1944—2009), актёр театра и кино[208]